# Agrippa II
Pour les articles homonymes, voir Agrippa.
Agrippa II (27/28 - 92-94 ou 100) est le fils d'Agrippa Ier, lui-même petit-fils d'Hérode le Grand.
L'empereur Claude le nomme roi de Chalcis en 48. Vers 53-54, il reçoit les anciennes tétrarchies de Philippe et de Lysanias, mais il est dépossédé du territoire de Chalcis. Néron lui donne par la suite une partie de la Pérée et de la Galilée. Il aide les Romains à réprimer la Grande révolte juive de 66-70 jusqu'à la prise de Jérusalem et la destruction de son Temple (70). Pour le remercier, Vespasien lui octroie des territoires supplémentaires au nord de son royaume après la défaite des révoltés juifs. Toutefois, Agrippa ne joue qu'un rôle secondaire dans les événements de son règne. Il n'y assiste le plus souvent qu'en spectateur et ses tentatives d'influer sur le cours des événements demeurent infructueuses. Sa sœur Bérénice — un temps maîtresse de Titus — joue de fait le rôle de reine, en étant plus populaire que lui. Il est le dernier roi des dynasties hérodienne et hasmonéenne.
 
Il est parfois aussi appelé Hérode Agrippa II. Le Talmud l'appelle le roi Yannaï.

## Source
Les écrits de Flavius Josèphe sont la source quasi-unique au sujet d'Agrippa. Mais il y a un problème, ce que raconte Josèphe dans son Autobiographie — aussi appelée Vita — ne coïncide pas avec ce qu'il avait raconté 20 ans auparavant dans la Guerre des Juifs,. Les différences entre les deux récits portent aussi bien sur le fond que sur la chronologie. Une analyse de ce qu'il décrit fait ressortir que, pour des événements ayant eu lieu en à peu près 6 mois, commençant juste avant qu'il soit nommé gouverneur de la Galilée, pas moins de six épisodes  ont lieu dans un ordre différent. La Vita et la Guerre des Juifs se contredisent sur les noms propres ou sur l'identité de plusieurs personnages ainsi que sur la date et les circonstances de la mort de l'un d'entre-eux. « En dépit de l'abondance de détails, les incohérences de la Vita sont si importantes que l'impression laissée au lecteur est la confusion et l'obscurcissement, peut-être pour se protéger ».
Les historiens et exégètes sont d'accord pour dire que ce qui provoque l'écriture de sa biographie par Flavius Josèphe est la publication par Justus de Tibériade de son Histoire de la guerre juive,,, qui a probablement pour but de contrer différentes assertions qui proposaient une histoire très différente de ce qu'il avait publié dans sa Guerre des Juifs,,. Il y attaque longuement Justus, alors qu'il ne l'avait même pas mentionné dans sa Guerre écrite vingt ans auparavant. De plus, 85 % de son Autobiographie sont consacrés aux 6 à 8 mois de sa vie où, pendant la Grande révolte juive, il a été le gouverneur de la Galilée désigné par les révoltés de Jérusalem (fin 66 - c. juin 67). Le livre de Justus sur « « l'Histoire de la guerre » a disparu sans laisser de trace. » « Il n'y a pas de signes que le moindre auteur polythéiste n'ait jamais lu l'Histoire de Justus », de même qu'aucun auteur chrétien n'en cite le moindre extrait. Mis à part les attaques contre Justus, la question qui occupe le plus de place dans sa Vita concerne Philippe de Bathyra, certains de ses parents, les actes des habitants de la Batanée et Gamala. Il est étonnant qu'une place aussi importante leur soit consacrée. Philippe de Bathyra est un chef des « babyloniens » de Batanée et un ami d'Agrippa. Il est aussi l'instructeur de son armée et un de ses généraux ou souvent son commandant en chef. Pour Shaye J. D. Cohen, « les Antiquités judaïques et la Vita font preuve d'un grand intérêt pour Gamala, la Batanée et Philippe, bien plus grand que ce qu'une simple réfutation de Justus aurait nécessité. » Sur tous ces points, Josèphe donne dans sa Vita une version différente de ce qu'il avait écrit dans la Guerre des Juifs et souvent les contradictions sont très importantes. Or au moment de la révolte et de ces faits controversés, Agrippa était le roi de la Galilée et de la Batanée avec la ville fortifiée de Gamala.
Justus de Tibériade contestait aussi la version des événements ayant eu lieu lors du siège de Jérusalem donnée par Josèphe. Toutefois, comme ce dernier ne consacre qu'une phrase pour réfuter ce qu'avait écrit Justus à ce propos (Vita 358), il est impossible de savoir sur quoi portait les contestations. « Les Historiae de Tacite contenaient initialement une vaste description de la guerre juive, mais seule une portion a survécu. »

## Difficultés de datation
Pour dater précisément les faits, les historiens sont souvent aidés par les monnaies et les inscriptions épigraphiques. Pour les monarques, elles sont très souvent datées en années de règne depuis leur accession au pouvoir parfois aux côtés d'autres repères chronologiques. Mais Agrippa qui a reçu des territoires à quatre reprises a utilisé plusieurs ères pour dater ses monnaies ainsi que ses inscriptions. Le débat se poursuit entre historiens pour savoir s'il a utilisé deux ou trois ères différentes et à quel moment celles-ci commencent. Pour Simon Claude Mimouni, Agrippa « a utilisé trois computs différents dont deux sont utilisés dans des inscriptions. » Selon lui, la première ère commence avec l'attribution du royaume de Chalcis en 49 et la deuxième en 54 lors de l'attribution de l'ancienne tétrarchie de Philippe. Une troisième ère qui commence en 61 ne serait utilisée que pour les monnaies. Cette ère de 61 est la seule qui soit à peu près consensuelle, mais les historiens se divisent pour savoir quel événement la déclenche. Pour Mimouni, ce serait en 61 qu'Agrippa « reçoit certaines parties de la Galilée, autour de Tibériade et Tarichée, et de la Pérée autour d'Abila et de Livias », alors que pour la plupart des critiques ce don a eu lieu au cours de la première année de règne de Néron ou l'année suivante, comme semble l'indiquer Flavius Josèphe. Pour Christian-Georges Schwentzel, ce que marque l'ère de 61 c'est « la refondation de Césarée de Philippe en Néronias. » Ce dernier et Thérèse Frankfort s'accordent pour dire qu'Agrippa n'a utilisé que deux ères,, mais divergent sur le début de la première. Pour Mme Frankfort la première ère commence avec le don de Chalcis, alors que pour Schwentzel, elle commence en 55/56, avec « l'octroi de l'ancienne tétrarchie de Philippe. » Les critiques qui estiment que la première ère d'Agrippa commence avec le don de Chalcis (49) s'appuient notamment sur certaines de ses monnaies où figurent les bustes de Vespasien et de Titus datées des 27e, 29e années de règne d'Agrippa et même 30e année pour Titus. Puisque Vespasien meurt en 79 et Titus en 81, ces monnaies sont parfaitement compatibles avec l'existence d'une ère de Chalcis, en revanche si elles étaient datées de l'ère qui commence en 55/56, il serait inexplicable que les bustes de ces empereurs figurent sur des monnaies frappées en 82-86. Toutefois, Schwentzel qui défend l'indication de Photios de Constantinople pour dater la mort d'Agrippa, fait remarquer que dans ce cas la dernière monnaie d'Agrippa qui est datée de sa 35e année remonterait à l'année 83/84. « Or — dit-il — malgré les hasards des découvertes, il est très peu probable que l'on n'ait retrouvé aucune monnaie entre cette date et la mort du roi en 100/101 apr. J.-C., soit une quinzaine d'années. » Une remarque peu opérante pour les critiques qui soutiennent qu'Agrippa est mort en 92-94,, mais qui montre comment le débat sur la date de sa mort rejailli sur la chronologie de ce roi, sur le fait de savoir s'il existe une ère de Chalcis et si Agrippa était roi de ce territoire comme le dit Flavius Josèphe ou s'il en était seulement le tétarque comme le soutiennent les critiques qui rejettent l'existence de cette ère.
Le fait qu'Agrippa a utilisé plusieurs ères et les divergences entre les différents critiques qui en résultent, « rendent très difficile la mise en contexte des événements concernant [son] règne. »

## Biographie

### Origines
Agrippa II ou Hérode Agrippa II (tria nomina: Marcus Julius Agrippa, comme son père) est né en 27/28 et descend des dynasties hérodienne et hasmonéenne, par son père Agrippa Ier et par sa mère Cypros,. Celle-ci est une fille de Phasaël — dont le père, frère d'Hérode le Grand, s'appelle aussi Phasaël — et de Salampsio, une des filles d'Hérode et de Mariamne l'Hasmonéenne. Dans les sources juives il est appelé « roi Jannaï », alors que son père est appelé « roi Agrippa ».
Le père d'Agrippa II est un petit-fils d'Hérode le Grand et de Mariamne l'Hasmonéenne,. Agrippa a trois sœurs plus jeunes que lui, Bérénice (née vers 28), Mariamne (née vers 34) et Drusilla (née vers 38). Un frère, Drusus est mort alors qu'il n'était qu'un enfant.
Comme c'était fréquent pour les enfants des rois clients, le jeune Agrippa est élevé à la cour impériale. Il était donc bien connu de l'empereur Claude. Il a seize-dix sept ans et se trouve à Rome lorsque son père meurt brusquement vers 44,, peut-être empoisonné par le légat de Syrie Marsus,. Il est alors jugé trop jeune pour lui succéder et l'empereur Claude nomme Cuspius Fadus comme procurateur de Judée. La Palestine — c'est-à-dire l'ensemble du territoire d'Hérode Agrippa Ier dans ses frontières hérodiennes — redevient une province romaine mais procuratorienne et entre dans la juridiction du gouverneur de Syrie.
La nomination des prêtres et le contrôle du Temple de Jérusalem reviennent alors à son oncle Hérode de Chalcis. C'est également ce dernier qui devient l’intermédiaire privilégié entre les Juifs et les Romains jusqu'à sa propre mort.
La disparition du royaume de Judée « provoque un regain d'agitation politique dans les années qui suivent. »

### Dans l'entourage de Claude
Après la mort de son père, Agrippa continue à vivre à Rome dans l'entourage de Claude. Comme son père, il joue le rôle d'intercesseur en faveur des Juifs et exerce son influence pour eux en plusieurs occasions. En 45, « il intervient avec succès, lorsque Fadus, gouverneur de Judée, [veut] faire déposer les habits pontificaux à l'intérieur de la forteresse Antonia ». Cette intercession permet aux Juifs de conserver la garde de ce vêtement « dont la possession devait constituer un des rares symboles qui leur restât de leur souveraineté. »
Sous les gouvernorats de Tibère Alexandre (46 - 48) et de Cumanus (48 - 52), plusieurs émeutes et affrontements violents, durement réprimés par les Romains, se produisent en Judée, Samarie et Galilée. À deux reprises l'empereur Claude doit se prononcer directement pour rendre un arbitrage. À chaque fois, l'empereur consulte Agrippa qui réside à Rome et suit ses conseils.

### Roi
Agrippa doit attendre la mort de son oncle Hérode (48) pour lui succéder comme roi de Chalcis du Liban un an plus tard (49). Il reçoit aussi l'administration du Temple de Jérusalem et le pouvoir de désigner les grand-prêtres détenu auparavant par Hérode de Chalcis avec le titre d'épimélète (administrateur).
- Province romaine de Judée.
- Territoires sous l'autorité d'Agrippa II.

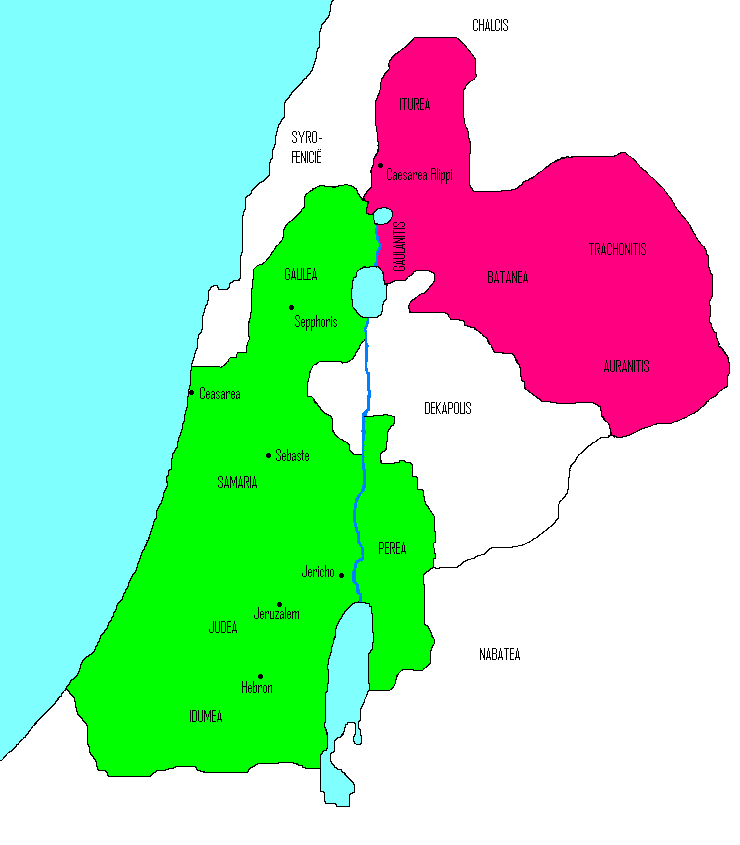
La région Palestine à partir de 53-54 avant l'agrandissement des territoires d'Agrippa (en 54 ou 61.)
Province romaine de Judée.
Territoires sous l'autorité d'Agrippa II.
En 53-54 ou 61, le territoire du royaume d'Agrippa est augmenté des villes de Tibériade, Tarichée (Galilée) et Julias (Pérée) ainsi que de leurs régions (les frontières, notamment celles du royaume d'Agrippa, sont approximatives, de même que la position précise de la Batanée, la Gaulanitide, l'Auranitide, la Trachonitide et l'Iturée).

En 53-54, il restitue ce territoire « à la demande de Claude » qui sera donné quelques années plus tard par Néron à Aristobule, neveu d'Agrippa, qui deviendra donc roi de Chalcis comme l'avait été son père, alors qu'il est aussi roi de Petite Arménie depuis 54,,. En échange du territoire de Chalcis, Agrippa reçoit, à peu près au même moment, les anciennes tétrarchies de Philippe (la Batanée, la Trachonitide, l'Auranitide), plus les tétrarchies de Lysanias et de Varus.
Dans les Antiquités judaïques (XX, VIII, 4, (158)), Flavius Josèphe indique que « La première année du gouvernement de Néron (13 octobre 54 - 12 octobre 55) » Agrippa reçoit une partie de la Pérée et de la Galilée: les villes de Tibériade et Tarichée en Galilée et la ville de « Julias en Pérée et quatorze bourgs situés dans son voisinage ». Toutefois, certains critiques font coïncider cet accroissement de territoires avec une des ère des monnaies d'Agrippa qui commencerait en 61. C'est notamment le cas de Simon Claude Mimouni. Jean-Pierre Lémonon fait toutefois remarquer que cela contredit « les textes de Josèphe, qui lient cet événement et la présence de Felix ; or en 61 Felix a déjà quitté la Judée. »

### Bérénice et les mariages de ses sœurs
On ne sait rien de l'épouse d'Agrippa II, c'est sa sœur Bérénice, à nouveau veuve en 48, qui joue le rôle de reine à ses côtés. À cause des rumeurs d'inceste entre lui et sa sœur qui circulent à leur sujet, Bérénice propose à Polemon II, roi client de Cilicie (sud de la Turquie), de l'épouser. Polémon accepte car Bérénice a le statut de reine et surtout d'après Flavius Josèphe, parce qu'elle est très riche. Des deux côtés, il ne s'agit que d'une alliance pour accroître leur pouvoir. Polémon fait toutefois une concession de taille, il se convertit au judaïsme et se fait circoncire (54). Mais très vite, Bérénice l'abandonne pour revenir aux côtés de son frère.
Vers 53, Agrippa II, alors encore roi de Chalcis, donne sa sœur Mariamne à Archélaüs, fils d'Helcias, auquel son père Agrippa Ier l'avait fiancée. De ce mariage naîtra une fille nommée Bérénice. »
Au moment où Bérénice quitte son mari Polémon, sa sœur « Mariamne, après avoir quitté Archelaüs, s'unit à Démétrius, le premier des Juifs d'Alexandrie par la naissance et la fortune, qui était alors Alabarque » de la ville. Le premier mari de Bérénice, Marcus Alexander était, lui le fils de l'alabarque Caius Iulius Alexander,.
Vers 49/50, Drusilla avec l'accord de son frère Agrippa, a cassé l'engagement qui avait été pris par Agrippa Ier à l'égard d'Antiochus Épiphane de Commagène, car celui-ci refusait de se faire circoncire. En 53, elle s'est alors mariée à Aziz d'Émèse, à la condition posée par Agrippa II qu'il se fasse circoncire.  « Extrêmement belle, Drusilla ne tarde pas à séduire Antonius Felix selon Flavius Josèphe. », Celui-ci est le frère de Pallas et comme ce dernier un affranchi d'Antonia Minor, devenu procurateur romain de Judée, dont il prend le nom — Flavius Josèphe en l'appelant Claudius Felix le considère peut-être comme affranchi de Claude, toutefois le problème posé par ces deux noms n'est toujours pas résolu. « Mais Félix n'a pas à subir la circoncision ; c'est Drusilla qui renie sa religion. » Drusilla s'est enfuie avec lui et l'a épousé quelque temps plus tard. Ces événements ont fait scandale à l'époque.
Pour Christian-Georges Schwentzel, « tous ces mariages résultent d'une même stratégie matrimoniale d'ensemble qui consiste à trouver l'époux le plus riche et le plus puissant. Selon Flavius Josèphe, les trois sœurs d'Agrippa auraient sans cesse été en concurrence et Bérénice aurait été particulièrement jalouse de Drusilla lors de l'union de celle-ci avec Félix. »
Sa sœur Bérénice joue un rôle important dans la propagande d'Agrippa II. Elle semble jouir d'une certaine popularité que son frère ne manque pas d'exploiter à son profit, surtout que lui semble plutôt méprisé de ses compatriotes. Bérénice accompagne son frère dans ses déplacements importants.

### Arrestation de Paul de Tarse à Jérusalem
Dans les Actes des Apôtres, il est rapporté que lors de son dernier séjour à Jérusalem en 58, Paul a été accueilli très froidement par Jacques le Juste, le « frère du Seigneur » et chef de la communauté des nazôréens, ainsi que par les anciens. Ceux-ci lui font savoir que, selon des rumeurs, il a enseigné aux Juifs de la diaspora l'« apostasie » vis-à-vis de « Moïse », c'est-à-dire le refus de la circoncision de leurs enfants et l'abandon des règles alimentaires juives. Cette accusation est confirmée par le contenu de ses épîtres, telles qu'elles figurent dans le Nouveau Testament. Jacques et les anciens suggèrent à Paul un expédient qui doit montrer aux fidèles son attachement à la Loi : il doit entamer son vœu de naziréat et payer les frais pour quatre autres frères qui ont fait le même vœu. Puis ils lui citent les clauses du « décret apostolique » émis pour les chrétiens d'origine païenne, que Paul n'a pas remplies.
Un mouvement de contestation houleux, soulevé par des Juifs d'Asie entraîne l'arrestation de Paul alors qu'il se trouve dans le Temple. Paul est accusé d'avoir fait pénétrer un « païen », Trophime d'Éphèse, dans la partie du Temple où ceux-ci sont interdits sous peine de mort. « Apparemment, Jacques et les anciens ne font rien pour lui venir en aide, ni pour lui éviter son transfert à Césarée », puis plus tard à Rome. Selon Simon Claude Mimouni, cet incident montre un certain durcissement du groupe de Jacques le Juste en matière d'observance, probablement lié à la crise provoquée par les Zélotes, qui aboutira en 66 « à une révolte armée des Juifs contre les Romains ».

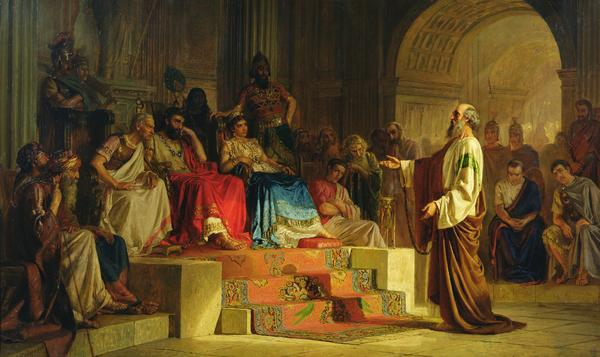
Le procès de l'apôtre Paul par Nikolai Bodarevsky, 1875. Agrippa et Bérénice sont assis face à Paul.

Paul comparait devant Antonius Félix, alors que le grand-prêtre Ananie, soutient l'accusation contre lui. Toutefois Félix ne statue pas sur son cas et le maintient en prison à Césarée. Pour décider du sort de Paul, Porcius Festus organise en 60 une autre comparution devant lui, en y associant Agrippa II et sa sœur Bérénice.
Selon le récit des Actes des Apôtres cité par Schwentzel, Bérénice « fait son entrée en grande pompe dans la salle d'audience où elle siège aux côtés d'Agrippa II, lors de la comparution de Paul de Tarse à Césarée. Après le procès, elle participe à la délibération entre le roi et le gouverneur Porcius Festus, (procurateur de Judée de 60 à 62). »
Le verdict d'Agrippa est de rendre sa liberté à Paul. Toutefois selon les Actes des Apôtres, Paul ayant fait « appel à César » en tant que citoyen romain, il est renvoyé à Rome pour y être jugé. (Actes 25-26). Un consensus semble se dégager chez les historiens, pour placer le voyage de la captivité, à la suite duquel Paul est décapité, six ans plus tard et son point de départ dans la province romaine d'Asie et pas depuis la Syrie-Palestine.

### La situation en Judée
Lorsqu'il est nommé procurateur de Judée en 60, Porcius Festus hérite des problèmes rencontrés par son prédécesseur. En dépit de ses efforts, « la confusion et l'insécurité règnent toujours en Judée. Outre le fort sentiment anti-romain qui pousse les Juifs à se révolter contre l'occupant, c'est aussi une guerre civile qui couve entre les différentes factions juives. » En raison de l'insécurité, chaque groupe prend les armes, les personnalités des différents partis s'entourent de gardes du corps et chacune des quatre familles de grand-prêtre possède sa propre bande armée.
Les troubles entre Juifs et Samaritains renaissent sur le statut des Juifs à Césarée. Régulièrement, entre les populations juive et grecque de la ville on passe des insultes aux jets de pierres et parfois à des affrontements plus importants. Lorsque Néron décide que Césarée est une ville grecque — ce qui a pour effet de déchoir du droit de citoyenneté les Juifs de la ville, qui faisaient d'eux les égaux des Grecs — les affrontements reprennent de plus belle. Ce sont alors tous les juifs, non seulement ceux de Palestine, mais aussi ceux de la diaspora, qui vivent cette décision comme une profonde injustice qui accroît un peu plus « la souillure » que les païens font subir à la terre d'Israël. Malgré la répression que les forces de Festus et de ses successeurs exercent, les affrontements sur cette question se poursuivront jusqu'au déclenchement de la Grande révolte juive en 66.
Sous le gouvernorat de Festus, les querelles n'épargnent même pas l'administration du Temple. En 59 Agrippa a désigné Ishmael ben Phabi comme grand-prêtre pour remplacer Ananias de Zébédée, qui avait été nommé par son oncle Hérode de Chalcis. Fait exceptionnel, le choix est contesté par les prêtres de moindre importance et les lévites. Les causes du conflit semblent principalement économiques et concerner la perception des dîmes. « Le grand prêtre envoie ses hommes de main piller les granges des lévites pour y dérober les grains de blé contestés. »
Même si les cohortes romaines ont réussi à les réduire, des bandes de Zélotes, que Flavius Josèphe appelle des « brigands », contrôlent encore certaines zones reculées de la province et font régulièrement des incursions dans des zones plus riches. « Les conflits qui secouent la Judée sont donc multiples : Grecs contre Juifs, Juifs contre Romains, haut clergé juif contre prêtres ordinaires, Sadducéens » et Pharisiens contre Nazôréens (les Juifs chrétiens).
Dans ce contexte compliqué, Agrippa provoque un inutile regain de tension, lorsqu'au sommet de son palais de Jérusalem, il se fait emménager un somptueux appartement, d'où il observe souvent ce qui se passe dans le Temple. Les juifs indignés suivis par le grand prêtre Ishmaël font alors édifier un haut mur pour préserver le sanctuaire du regard d'Agrippa, mais ce dernier ordonne qu'il soit abattu. Ishmael ben Phabi qui a pourtant été nommé par le roi, se rend alors à Rome, à la tête d'une délégation pour demander l'arbitrage de l'empereur. Néron désavoue alors Agrippa, mais probablement à sa demande, il empêche le grand-prêtre de retourner en Judée. Agrippa ne peut faire autrement que de se soumettre à la décision impériale. Il nomme Joseph Kabi, fils de Simon comme nouveau grand prêtre, « mais son crédit auprès des Juifs est devenu quasiment nul. »

### Exécution de Jacques, le frère de Jésus
En 62, le procurateur de Judée Porcius Festus meurt. Lucceius Albinus, le nouveau procurateur met quelque temps pour arriver à Jérusalem. Agrippa démet alors le grand-prêtre Joseph Kabi et nomme Ananius ben Anân (le beau-frère de Joseph Caïphe) pour le remplacer. Alors qu'Albinus est sur la route d'Alexandrie à Jérusalem, le nouveau grand prêtre profite de ce vide pour faire arrêter Jacques le Juste, le frère de Jésus, qui dirige le mouvement nazôréen héritier du mouvement fondé par Jésus.
Selon l'auteur chrétien du IIe siècle Hégésippe, cité par Eusèbe de Césarée, Ananius demande à Jacques de désavouer les messianistes (chrétiens), désignant probablement ainsi les Zélotes qui sont de plus en plus actifs. Jacques refuse et Anan saisi un prétexte pour le faire condamner à mort, en disant qu'il a violé la loi (Torah). Jacques est alors exécuté par lapidation et achevé à coups de bâton de foulon précise Hégésippe. Robert Eisenman note que le changement de grand-prêtre par Agrippa, dans cette période de vacance du pouvoir romain, est immédiatement suivi par l'arrestation de Jacques et de quelques-uns de ses partisans. Il en conclu qu'Agrippa a probablement « saisi la première opportunité après l'affaire du mur du Temple pour se débarrasser de Jacques. »
L'exécution de « Jacques, frère de Jésus, appelé Christ » est mentionnée « par Flavius Josèphe, mais aussi par de nombreuses sources chrétiennes transmises par Eusèbe de Césarée ou indépendantes de lui, notamment les Ascensions de Jacques, texte de provenance ébionite transmis dans les Reconnaissances,,. »
Selon Simon Claude Mimouni, « Ananius, qui appartient au courant Sadducéen, a sans doute pensé rendre service à Rome en supprimant Jacques, car il a dû estimer qu'il est alors sous influence des Zélotes — son initiative a été mal appréciée, et lui a valu d'être destitué de sa charge de grand prêtre » à la demande du nouveau procurateur romain sitôt entré en fonction. Pierre-Antoine Bernheim se pose la question : « Qui était donc Jacques », dans la société de Jérusalem ? En effet, si cette exécution provoque le renvoi du Grand-Prêtre aussi puissant qu'Anan, appartenant à une famille qui compta huit grands prêtres en 60 ans et qui venait à peine d'être nommé, cela ne signifie-t-il pas que Jacques était un personnage important, bénéficiant d'alliés puissants à Jérusalem ? « L'exécution de Jacques montre l'influence du mouvement nazôréen à cette époque, et sa perception comme un danger par les autorités du Temple de Jérusalem qui sont saducéennes. »
Agrippa ne peut pas faire autrement que de céder à l'injonction du nouveau procurateur romain. Peu après l'arrivée de ce dernier, il démet donc Anan et désigne Jésus, fils de Damnaios pour le remplacer.

### Bâtisseur et évergète
Agrippa agrandit Panéas (aussi appelée Césarée de Philippe) qu'il refonde sous le nom de Néronias en l'honneur de l'empereur,,. En 62, il y installe sa capitale. Des fouilles archéologiques ont probablement retrouvé des traces de son palais. Il mène la vie d'un prince hellénistique, frappant des monnaies ornées de la face des empereurs et pratiquant l'évergétisme comme son père (Antiquités judaïques, XX, § 211-212). Il fait ainsi construire un magnifique théâtre à Bérytos (Beyrouth), « offre aux habitants des spectacles annuels, » et procède à des distributions de blé et d'huile à la population,. Selon Josèphe, il orne « aussi toute la ville de statues et de copies de chefs-d'œuvre antiques et il transporte là tout ce qui ornait son royaume, ou peu s'en faut. » Bien qu'ainsi, il ait agi exactement comme son père, « Flavius Josèphe fait remarquer que ces dépenses le rendirent odieux à ses sujets. » Pour Christian-Georges Schwentzel, « il n'y avait nulle différence politique de fond entre les deux Agrippa, seulement une plus grande habileté et un meilleur usage de la propagande de la part du père. »

### Six grands prêtres en six ans
Arrivé à Jérusalem, le procurateur Lucceius Albinus met « tout son zèle et toute sa diligence à pacifier le pays en faisant périr la plupart des Sicaires », mais ceux-ci utilisent son amitié avec l'ancien grand prêtre Ananias qui « se distinguait parce qu'il s'attachait, grâce à sa fortune, tous ceux qui étaient prêts à recevoir de l'argent. » Les Sicaires enlèvent régulièrement des proches d'Ananias  et le contraignent à obtenir à chaque fois la libération de quelques sicaires par son ami Albinus,. Ils ne délivraient pas leur otage « avant d'avoir reçu en échange quelques sicaires. Devenus de nouveau très nombreux, ils reprirent courage et se mirent à ravager tout le pays. »
À peine un an après avoir remplacé Anan par Jésus fils de Damnaios, Agrippa nomme Jésus fils de Gamaliel — appelé aussi Jésus fils de Gamala — comme grand prêtre,. Lui aussi est remplacé au bout d'un an par Mattatiah fils de Theophile. De 61 jusqu'au déclenchement de la Grande révolte en 66, Agrippa a donc nommé et démis cinq grands prêtres dans un contexte de très grandes tensions, alors que « le grand pontificat est en pleine décadence. ». « Le Talmud a conservé le souvenir de charges achetées et changeant de mains chaque années (Yoma 18a ; Yeb-Amot 61a). » Présenté très positivement dans la Vita de Flavius Josèphe, Jésus fils de Gamaliel est plus décrit comme un chef de bande que comme un grand prêtre dans les Antiquités judaïques écrites par le même Josèphe. Sa nomination semble contestée par les autres grandes familles sacerdotales,. Dans le Talmud, Rav Assi (en) indique que sa future épouse Martha fille de Boëthos a donné une forte somme d'argent à Agrippa — appelé roi Jannai — pour qu'il nomme Jésus fils de Gamala comme grand prêtre,. Cela conduit à des affrontements entre lui et Jésus, fils de Damnaios. « Les gens les plus audacieux ayant été rassemblés par eux en bandes, des insultes on en vint à se jeter des pierres ».
Chacune des quatre grandes familles sacerdotales se constitue une milice qui s'affrontent régulièrement et qui attaquent aussi les simples prêtres. Elles envoient leurs serviteurs pour s'emparer des dîmes sacerdotales,. L'ancien grand prêtre Ananias fait de même,. Selon Josèphe, « les prêtres, jadis nourris par les dîmes, étaient alors exposés à mourir de faim. » C'est de cette époque que date l’exhortation du tanna Abba Saul ben Baṭnit,,. Il accuse les maisons de Boéthos, Anan, Kathras, Phiabi de graves abus de pouvoir et termine en disant : « Ils sont grands prêtres ; leurs fils sont trésoriers, leurs gendres porte-clefs du temple, et leurs esclaves frappent le peuple à coups de bâton,,,,. » Kathras correspond probablement à la famille des grands prêtres Simon Kanthera et Élioné fils de Kanthera. Anan, Phiabi et Boéthos sont les noms des familles sacerdotales dont les membres ont été tour à tour grand-prêtre du Temple de Jérusalem sous Agrippa. Les frères Saul et Costobar ont aussi leur bande ou leur service de police, « très en faveur à cause de leur parenté avec Agrippa » ils participent aux affrontements,. Certains critiques ont proposé d'identifier le frère de Costobar avec l'apôtre Paul de Tarse, dont le nom juif est aussi Saul. Après avoir passé deux ans en résidence surveillée à Rome en 61-63 et avoir été libéré, il serait revenu à Jérusalem pour reprendre son activité initiale de chef d'un service de la police du Temple. C'est en effet ainsi, qu'avant sa conversion, est décrite l'action de l'apôtre Paul dans les Actes des Apôtres — où il est appelé Saul dans cette première partie du livre — notamment au moment de la lapidation d'Étienne,,.
Les multiples conflits qui secouent la Judée se poursuivent et s'aggravent.

### La révolte de 66 - 70

#### Début de la révolte à Jérusalem
Agrippa est absent et se trouve à Alexandrie lors de la répression qui va être le déclencheur de la révolte (juin 66). Gessius Florus envoie des hommes prélever dix-sept Talents dans le trésor du Temple « prétextant le service de l'empereur » se contente de dire Flavius Josèphe. Toutefois, il écrit par la suite que Jérusalem et les contrées environnantes étaient en retard de paiement du tribut pour un montant de 40 talents. Les Juifs protestent devant cette profanation de leur lieu saint et insultent le procurateur qui réagit en faisant arrêter trois-mille six cents manifestants selon Josèphe, qui exagère peut-être. Nombre d'entre eux sont flagellés puis crucifiés. Parmi eux des femmes et surtout des citoyens romains appartenant à l'ordre équestre, ce qui viole l'usage romain qui veut que les citoyens romains relèvent de la justice impériale. Présente à Jérusalem, Bérénice, la sœur d'Agrippa « intervient au péril de sa vie auprès du procurateur de Judée, Gessius Florus. » Elle vient elle-même devant le tribunal du procurateur, pieds nus comme une suppliante, alors que les soldats romains ne ralentissent en rien leur action du fait de sa présence, mais rien n'y fait,. Le quartier général de Florus est installé dans le palais royal et des renforts romains arrivent à Jérusalem, venant de Césarée. À partir de ces deux positions Florus et ses nouvelles troupes mènent une action coordonnée pour se forcer un chemin jusqu'à la forteresse Antonia, mais les deux attaques échouent. Un clair signe d'une résistance populaire massive. Finalement Florus quitte Jérusalem, en laissant seulement une cohorte en garnison. Lorsqu'il arrive à Jérusalem Agrippa a une tout autre attitude. Dans un premier temps il parvient à convaincre certaines autorités de l'aider à collecter dans la région de Jérusalem les impôts qui n'étaient pas payés. Flavius Josèphe « compose à cette occasion une longue harangue qu'il attribue au roi », mais qui semble « refléter les positions de Josèphe lui-même. »  Puis dans un second discours, Agrippa invite la population de Jérusalem à obéir à Gessius Florus, en faisant confiance à l'arbitrage de l'empereur. Il est immédiatement conspué par la foule, qui se rappelle les morts et les exactions commises, des pierres volent même dans sa direction. « La lapidation était la manifestation d'un déni de légitimité. » Il est contraint de quitter précipitamment Jérusalem et sa sœur l'accompagne. « La cohorte romaine laissée par Florus se retrouve assiégée à l'intérieur des tours des murailles de la ville. »

#### Échec de l'armée d'Agrippa

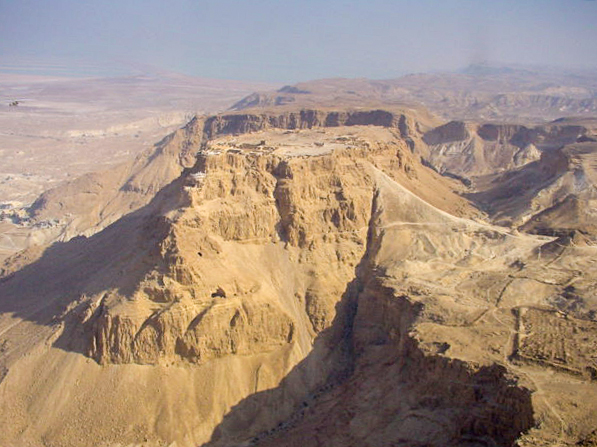
Massada, dont Menahem et ses partisans s'emparent dès juin 66, donnant ainsi le signal du début de la révolte ouverte contre les Romains.

Menahem rassemble alors de nombreux hors-la-loi sous ses ordres et envahit par surprise la forteresse de Massada, exterminant la garnison romaine qui l'occupe. Il donne ainsi le signal du déclenchement de la révolte. Menahem est un fils de Judas de Gamala, fondateur du mouvement que Flavius Josèphe appelle la Quatrième philosophie et dirigeant de la révolte au sujet du recensement de Quirinius ayant eu lieu lors du rattachement direct de la Judée à l'Empire romain, (6 apr. J.-C.). À Jérusalem, Éléazar, commandant du Temple et fils de l'ancien grand-prêtre Ananias de Nébédaios parvient à convaincre le peuple et le puissant groupe des jeunes prêtres « à n'accepter désormais ni offrandes ni sacrifices offerts par un étranger ». Selon Josèphe, « c'était là déclarer véritablement la guerre aux Romains » puisque cela interdisait en même temps le sacrifice qui était fait tous les jours en l'honneur de l'Empereur. Pour obtenir de l'aide le « parti de la paix » envoie alors Simon ben Ananias au procurateur Gessius Florus et envoie au roi Agrippa, Antipas et les frères Costobar et Saul. Certains critiques ont proposé d'identifier ce dernier avec l'apôtre Paul de Tarse, dont le nom juif est aussi Saul. Florus, qui d'après Josèphe désirait la guerre, ne donne aucune suite à la demande d'aide portée par Simon ben Ananias, mais « Agrippa envoie une force de 2000 cavaliers dirigés par « l'hipparque » Darius et Philippe fils de Joachim ». Ce Philippe fis de Joachim, ou Philippe de Bathyra, est présenté par Josèphe comme un chef des « babyloniens » de Batanée et un ami d'Agrippa et l'un de ses généraux ou son commandant en chef. Toutefois, ces cavaliers sont originaires de Batanée, de Trachonitide et d'Hauranitide et appartiennent au même clan, voire aux mêmes familles que nombre des chefs de la révolte et partagent probablement leurs sentiments anti-romains. Saul et ses compagnons sont apparemment retournés à Jérusalem avec cette unité. « Confiants dans ces forces, les notables, les grands prêtres et tous les citoyens épris de la paix occupent la ville haute ; car les séditieux étaient maîtres de la ville basse et du Temple. » Les combats s'engagent, mais le huitième jour « la fête dite de la Xylophorie » emmène de nombreux pèlerins parmi lesquels se glissent de nombreux sicaires. « Inférieurs en nombre et en audace », Philippe  et ses troupes sont obligés d'abandonner la ville-haute et se replient dans le Palais d'Hérode. Les « notables et grands prêtres » se sauvent pour certains en passant dans les égouts, alors que d'autres gagnent le palais royal avec les soldats de Philippe. Parmi eux, le grand prêtre Ananias, son frère Ezéchias, ainsi que Saul, Costobar et Antipater.  Le lendemain, les insurgés attaquent la forteresse Antonia, s'en empare en deux jours et égorgent les soldats romains qui s'y trouvaient.

#### Les forces de Philippe se rendent à Menahem
Venant de Massada, Menahem vient alors renforcer les insurgés de Jérusalem. Allié à Éléazar fils d'Ananias, commandant du Temple, un des chefs zélote et fils du grand-prêtre Ananias de Nébédaios,, ils assiègent la garnison romaine et les forces de Philippe de Bathyra qui se défendent depuis le palais d'Hérode. Menahem se réclame dirigeant de tous les Zélotes. Il se présente à Jérusalem « paré comme un roi » selon l'expression de Flavius Josèphe et prend pendant une brève période la direction de tous les insurgés. Alors que les assiégeants ont réussi à détruire un premier mur d'enceinte, les soldats dirigés par Philippe envoient des députés à Menahem « demandant à sortir par capitulation. Les insurgés n’accordèrent cette permission qu’aux soldats du roi et aux indigènes, qui sortirent en conséquence. » Dans la Vita, quelques jours après s'être rendu, Philippe part de Jérusalem pour s'établir « dans un village qui était à lui, » proche de Gamala (Batanée), alors que dans la Guerre des Juifs il quitte Jérusalem deux mois plus tard en compagnie de Saul et Costobar pour rencontrer Cestius Gallus qui les envoie en Achaïe (Grèce) pour faire un rapport à l'empereur Néron. Shaye Cohen analyse les deux versions et estime que celle qui est la plus proche de la vérité est celle de la Vita, même s'il ne peut pas déterminer quand exactement Philippe a quitté Jérusalem.
Ivre de succès, Menahem et ses partisans, aidés par certains Zélotes en profitent pour éliminer beaucoup de modérés, partisans d'un compromis avec les Romains. Il fait ainsi tuer plusieurs personnalités de Jérusalem dont l'ancien grand-prêtre Ananias, père de son allié et son frère Ézéchias (août 66) (Guerre des Juifs, II, § 441). Ces deux notables n'ont pas eu le temps de se replier dans les tours qu'occupent désormais les restes de la cohorte romaine laissés seuls pour faire face aux insurgés.
Mais très vite Éléazar fils d'Ananias fomente une conspiration pour se débarrasser de son ennemi et rival. Ses anciens alliés du parti zélote le soupçonnent « d'avoir des prétentions à la royauté d'un type plus ou moins messianique » et veulent aussi probablement venger la mort du père et de l'oncle de leur chef (Ezéchias). Ils attaquent par surprise Menahem et ses partisans à coup de pierres alors que celui-ci se rend en grande pompe au Temple. « La lapidation était la manifestation d'un déni de légitimité. » Il parvient toutefois à s'échapper et se cache sur le versant de l'Ophel où il est capturé. Il est torturé et exécuté en même temps que ses gardes,. Cet assassinat provoque l'émiettement de la révolte en plusieurs bandes rivales, ouvrant ainsi une guerre civile sans pitié entre les différentes sectes juives. Les partisans de Menahem se replient alors dans la forteresse de Massada sous les ordres d'un petit-fils de Judas de Gamala, Eleazar Ben Yair (Éléazar fils de Jaïr) qui devient le chef des Sicaires.
À bout de résistance, les soldats romains dirigés par le préfet Metilius envoient des députés auprès d'Eléazar, « lui demandant seulement d'obtenir par capitulation, la vie sauve, et offrant de livrer leurs armes et tout leur matériel ». Les révoltés, saisissent au vol cette requête, mais dès que les soldats romains désarmés commencent à se diriger vers Césarée maritime « les gens d'Eléazar se jettent sur eux, les entourent et les massacrent. » Seul le préfet Metilius conserve sa vie sauve car il accepte « de se faire Juif, voire de se laisser circoncire », ce qui souligne un trait caractéristique de « l'idéologie des assaillants, très attachés aux traditions ancestrales. » L'intervention d'Agrippa, puis celle de ses forces pour enrayer la révolte ont été un échec total.
Le même jour que la reddition des Romains à Jérusalem — que le Megillath Ta'anith situe le 17 Eloul qui correspond au mois macédonien de Gorpiaios (fin août ou début septembre 66) — la population juive de Césarée maritime est massacrée par la population grecque de la ville. À partir de ce massacre, les villes juives mènent des attaques contre les cités grecques voisines en Palestine et des expéditions de forces juives attaquent des villes de la Décapole et de la province romaine de Syrie,. « Pour prévenir le péril qui les menaçait eux-mêmes » les païens des cités syriennes se mettent à massacrer les Juifs de leur ville,.

#### Échec de l'armée de Cestius Gallus
« Le gouverneur de Syrie Cestius Gallus, se décide à agir en automne 66. » Il réunit une forte armée de campagne d'environ 30 000 hommes, à laquelle s'ajoutent 6 000 hommes tirés des trois autres légions, ainsi que les forces des rois Sohaemus d'Émèse et de Sophène ainsi qu'Antiochos de Commagène. Pour sa part, Agrippa fournit 3 000 fantassins et un peu moins de deux mille chevaux. La Galilée et Joppa sont rapidement pacifiées, puis la marche se poursuit vers Jérusalem. Les troupes romaines s'approchent de la ville pendant la Fête des tabernacles, probablement au début d'octobre 66. Dès l'approche de l'armée romaine les insurgés font une sortie massive avec une telle impétuosité qu'ils mettent pendant un temps « toute l'armée de Cestius » en grand danger. Mais la cavalerie romaine parvient à rétablir la situation. Les Romains perdent « cinq cent quinze hommes, dont quatre cents fantassins et le reste cavaliers [alors que] la perte des Juifs ne s'élève qu’à vingt-deux morts. » D'après Josèphe « ceux qui dans leurs rangs montrèrent le plus de bravoure furent Monobazos et Kénédéos, parents de Monobaze roi d'Adiabène, puis Niger de la Pérée et Silas le « Babylonien », transfuge de l’armée du roi Agrippa,. » Les Juifs, repoussés de front, se replièrent vers la ville mais sur les derrières de l'armée, « Simon Bargiora, tomba sur l'arrière-garde romaine qui montait encore vers Béthoron, en dispersa une bonne partie et enleva nombre de bêtes de somme qu'il emmena à Jérusalem,. ». « Pendant que Cestius s’arrêtait trois jours dans ses cantonnements, les Juifs occupèrent les hauteurs et gardèrent les défilés ; il n'était pas douteux qu'ils reviendraient à la charge dès que les Romains se remettraient en route. »
« Agrippa, voyant la situation des Romains menacée par cette innombrable multitude d'ennemis qui occupaient la lisière des montagnes » tente de négocier. Mais son initiative est accueillie par un assaut. Les romains en profitent pour contre-attaquer et mettre le siège à la ville. Celle-ci était seulement partiellement préparée pour un siège, ainsi le troisième mur construit par Agrippa Ier était resté inachevé. Les insurgés abandonnent donc les faubourgs et tout ce qui n'était défendu que par ce troisième mur. Ils se retranchent dans sa partie la mieux fortifiée et dans le Temple. Ils déjouent la tentative de certains habitants qui s'étaient mis d'accord avec les romains pour leur ouvrir les portes de la ville. Alors que selon Flavius Josèphe, Jérusalem allait succomber, Cestius Gallus donne l'ordre à ses troupes de cesser le siège et de se replier vers Césarée. Harcelée par les juifs durant leur retraite, en particulier dans la passe de Béthoron, celle-ci se transforme presque en déroute. Les forces romaines perdent l'équivalent d'une légion.
Les événements qui suivent sont racontés dans la Guerre des Juifs et sont aussi largement évoqués par Flavius Josèphe dans son Autobiographie publiée pour contrer les assertions de Justus de Tibériade. Or les deux versions sont extrêmement différentes et même contradictoires sur plusieurs points.
Dans la Guerre des Juifs, « les frères Costobar et Saul, accompagnés de Philippe, fils de Joachim, préfet de l'armée du roi Agrippa, s'enfui[ent] de Jérusalem et se rend[ent] auprès de Cestius ». Ce dernier envoie alors « Saul et ses compagnons » — et donc Philippe avec lui — en Achaïe où se trouve alors Néron « pour exposer au prince l'extrémité où ils étaient réduits et rejeter sur Florus la responsabilité de la guerre. » Cette version semble avoir été fortement contestée par Justus de Tibériade, ce qui a contraint Josèphe à en changer dans son Autobiographie. Dans cette Vita, Philippe n'est pas allé en Achaïe avec Saul et Costobar pour faire un rapport à Néron, mais il a quitté Jérusalem deux mois plus tôt, pour revenir dans le Golan et notamment à Gamala (V 47), territoires appartenant au royaume d'Agrippa. Ce n'est qu'un an et demi plus tard qu'il a été envoyé à Néron, non pas pour faire un rapport mais pour répondre d'une accusation de trahison des Romains. Shaye Cohen estime que la version de la Vita est plus proche de la vérité.
Joseph ben Gorion et Ananus ben Ananus sont nommés comme dirigeants suprêmes à Jérusalem. Un conseil désigne des généraux pour six régions et la Galilée ainsi que Gamala — territoires du royaume d'Agrippa — sont confiés à Flavius Josèphe, notre seule source pour ces événements.

#### La révolte sur le territoire d'Agrippa
Pendant qu'Agrippa a joint ses forces à la légion de Cestius Gallus et les a accompagné pour attaquer Jérusalem, il a nommé « pour gouverner ses affaires un de ses amis, nommé Noarus (Νόαρος) apparenté au roi Sohaemus. » Peu après son départ, alors qu'à partir du 17 Eloul (début septembre 66), une terrible guerre civile se déroulait entre Juifs et Grecs dans plusieurs villes de la Palestine, d'une partie de la Décapole et de la province romaine de Syrie,, Noaros a fait massacrer « une ambassade de soixante-dix citoyens, les plus éminents par la naissance et l'intelligence », Juifs venant de Batanée en route pour Césarée de Philippe, la capitale du royaume d'Agrippa. À la suite de ce massacre Josèphe ajoute dans sa Vita que Varus — et pas Noarus — s'est tourné contre Ecbatane, mais les « Babyloniens » avertis par le seul survivant du massacre, ont pris leurs armes et se sont enfuis à Gamala. Un épisode totalement absent de la Guerre des Juifs écrite 20 ans plus tôt. Ecbatane est avec Bathyra, une des deux principales villes de Batanée,,,. Alors que dans la Guerre des Juifs il s'agit de Noarus présenté comme parent du roi Sohaemus d'Émèse — probablement le roi d'Émèse et de Sophène qui accompagne Cestius Gallus dans l'expédition contre Jérusalem et qui joindra ses forces à celles de Vespasien au printemps 67 — dans la Vita, c'est Varus, dont il est précisé qu'il est descendant de Soemus tétrarque libanais. S'il s'agit bien du même personnage, était-il seulement le parent d'un tétrarque ou d'un roi beaucoup plus connu ? Selon la Vita, Philippe de Bathyra ayant appris la nouvelle du massacre de ses compatriotes a alors lui aussi rejoint la ville fortifiée de Gamala, alors que Varus qui ne voulait pas de concurrent aurait fait courir une rumeur disant « qu'il était certain que Philippe était à Jérusalem avec les juifs qui s'étaient révoltés contre les Romains ». Agrippa « ayant appris que Varus voulait faire tuer en un même jour tous les Juifs de Césarée de Philippe qui étaient en fort grand nombre, sans épargner même leurs femmes et leurs enfants » le démet de ses fonctions et envoie Aequus Modius pour lui succéder.

#### La reconquête de la Galilée et de Gamala

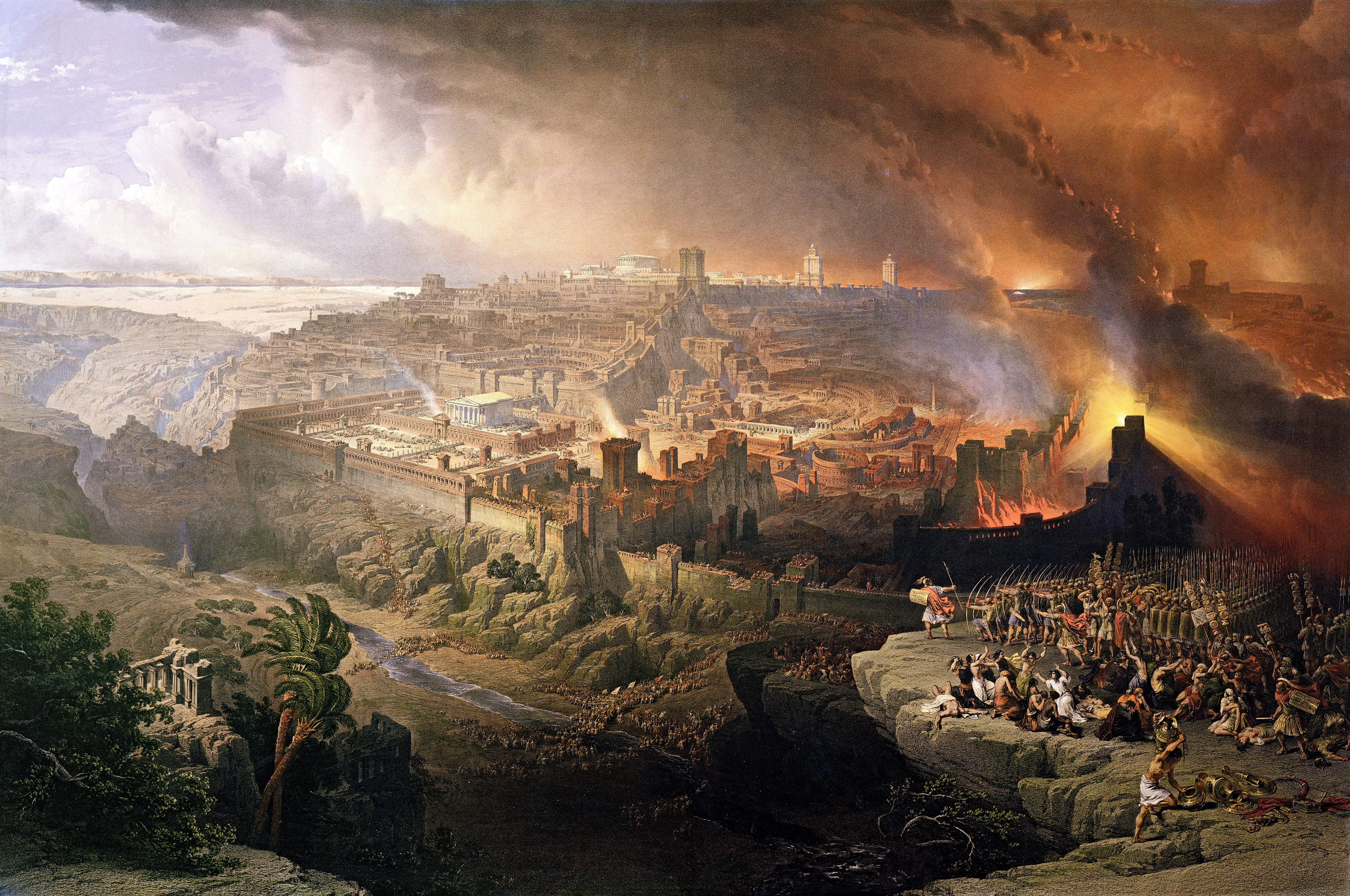
Le siège et la destruction de Jérusalem, par David Roberts (1850).

Agrippa aide les Romains pendant la Grande révolte juive. Durant la campagne en Galilée (67-68), il est présent aux côtés de Vespasien et Titus  à la tête de troupes auxiliaires. C'est probablement à cette occasion que Titus se lie avec Bérénice et qu'elle devient sa maîtresse.
Au printemps 67, Agrippa rejoint Vespasien à Antioche, avec six mille combattants. Ils font alors mouvement vers Ptolemais où Titus les rejoint avec la XVe légion qu'il est allé chercher à Alexandrie. Il participe à la campagne de Vespasien qui commence par prendre Gabara, où il tue tous les mâles, alors que les troupes de Flavius Josèphe ont déserté dès l'avancée des forces romaines. La ville de Jotapata est ensuite prise et Flavius Josèphe est fait prisonnier. Alors que Vespasien conduit ses troupes vers Césarée, il apprend la révolte des villes de Tibériade et de Tarichée (la future Magdala). Les troupes romaines réduisent successivement les deux villes, mais le combat se déplace alors en une grande bataille navale sur le lac de Tibériade (septembre 67). Une partie des révoltés parvient à s'enfuir, malgré une forte tempête de nuit qui naufrage beaucoup d'embarcations.
Le combat se déplace alors sur l'autre rive du Lac devant la ville fortifiée de Gamala qui est restée belligérante, alors que la plupart des autres cités se sont soumises. Agrippa tente une médiation alors que commence le siège de la ville, qui dure à peu près un mois à partir du début octobre 67. Il se serait approché des remparts de la cité pour exhorter les assiégés à se rendre. Mais son initiative est totalement infructueuse et il est même blessé, par un frondeur alors qu'il s'adresse aux assiégés,. « Flavius Josèphe constate à cette occasion, combien les Juifs méprisaient le souverain; c'est à ce titre qu'ils essayent de le lapider. »

#### Après la chute de Néron
Vers juillet-août 68 parvient la nouvelle de la mort de Néron. Vespasien décide alors de suspendre les opérations militaires pour voir l'évolution de la situation. Quand parvient la nouvelle de l'acclamation de Galba, Vespasien envoie Titus saluer le nouvel empereur et Agrippa l'accompagne. En chemin – apparemment alors qu'ils sont encore dans la zone de la Grèce – ils apprennent que Galba vient d'être assassiné par Othon (probablement vers janvier 69). Titus décide alors de rebrousser chemin et de rejoindre son père à Césarée, la désignation d'Othon remettant en cause sa mission. Agrippa poursuit seul son voyage jusqu'à Rome,. C'est à cette occasion que nous apprenons l'existence de la liaison entre le futur empereur Titus et la reine Bérénice, universellement connue grâce à la tragédie de Racine et à la « comédie héroïque » de Corneille. Tacite indique que certains attribuèrent le retour de Titus « à un désir extrême de revoir Bérénice » et que « son jeune cœur n'était pas insensible aux attraits de cette reine. » À part cette mention, il n'y a que deux autres historiens antiques qui évoquent cette liaison : Suétone (Titus, 7, 1) et l'historien tardif Dion Cassius (Histoire Romaine, LXVI, 15). Juvénal en parle aussi dans ses Satires (Satires, VI), tandis que Flavius Josèphe, — qui a besoin de l'imprimatur de Titus pour pouvoir publier — n'en dit pas un mot dans toute son œuvre.
Alors qu'Agrippa se trouve à Rome, il est « secrètement averti par les siens » de la conspiration en faveur de Vespasien. Il sort alors de Rome « avant que Vitellius n'ait encore rien appris. » Le 1er juillet 69, le préfet d'Égypte Tibère Alexandre — ex beau-frère d'Agrippa II, qui avait été procurateur de Judée de 46 à 48 — fait jurer fidélité à Vespasien par ses légions. Selon Tacite, Bérénice, la sœur d'Agrippa, fait alors de riches cadeaux à Vespasien. « Après une rapide navigation », Agrippa se joint aux rois clients qui s'étaient déjà ralliés. Tandis que Vespasien attend à Alexandrie, le gouverneur de Syrie Mucien marche sur Rome et fait proclamer Vespasien empereur le 20 décembre 69. Vespasien administre l'Empire depuis Alexandrie, laisse Titus à la tête de ses légions, en lui enjoignant Tiberius Alexander et attend la chute de Jérusalem pour rentrer à Rome.

#### Siège de Jérusalem
L'armée d'Agrippa soutient les forces romaines lors du siège de Jérusalem (de Pessa'h jusqu'à l'été 70), la chute de la ville et la destruction du Temple de Jérusalem (fin août 70), même si lui-même n'est jamais mentionné par Flavius Josèphe au cours du siège. En 67, il avait reçu magnifiquement Vespasien à Césarée de Philippe, sa capitale. Après la chute de Jérusalem il y reçoit à nouveau Titus et il y célèbre de grands jeux en l'honneur de cette toute récente victoire.
À la demande de Bérénice, après la reconquête de la Galilée par les Romains, Agrippa protège Juste de Tibériade dont Vespasien réclame l'exécution, pour son engagement aux côtés des révoltés juifs. Bérénice obtient alors de son frère que celui-ci en fasse son secrétaire pour le mettre à l'abri. Selon son ennemi Flavius Josèphe, il s'en séparera peu après.
Selon Christian-Georges Schwentzel, Agrippa ne joue qu'un rôle secondaire dans les événements de son règne. Il n'y assiste le plus souvent qu'en spectateur et ses tentatives d'influer sur le cours des événements demeurent infructueuses.

### Fin de règne
Après la défaite des révoltés juifs, pour le remercier, Vespasien lui octroie de nouveaux territoires au nord qui n'ont pratiquement aucun habitant juif. C'est vraisemblablement à ce moment-là que lui est de nouveau donné le territoire de Chalcis qui lui avait été enlevé en 54. « L'épithète de « Flavia Chalcis » et l'adoption d'une ère par la ville débutant en 92 semble lier l'événement à la chronologie même que l'on adopte pour l'annexion des autres possessions d'Agrippa. » Les critiques estiment donc qu'au moment de son rattachement à la province de Syrie, Chalcis était sous l'autorité d'Agrippa,. Aucun contact n'est rapporté entre Agrippa et la province romaine de Judée après la prise de Jérusalem et même au cours du siège de la ville. « Cela peut signifier qu'il a peu de choses à faire avec cette province maintenant qu'il n'y a plus de grand prêtre à nommer et plus de Temple à administrer. » De plus, les territoires supplémentaires qu'il a obtenu au nord de son royaume initial ont probablement requis son attention. « En 70 ou 74, Vespasien fait de la Judée, dont le nom n'est pas changé, une province impériale proprétorienne à part entière, c'est-à-dire totalement indépendante de la Syrie, dont le gouverneur est désormais un sénateur de rang prétorien. »
Agrippa vient à Rome avec sa sœur Bérénice vers 75. Il est alors « décoré des ornements de la préture, ». À la suite de ce voyage à caractère officiel, Bérénice s'installe au palais où elle vit maritalement avec Titus. Selon Dion Cassius, « elle s'attendait même à l'épouser et faisait tout déjà comme si elle eût été sa femme,. » Toutefois en 79, quand Titus devient empereur après la mort de son père Vespasien, il demande à Bérénice de quitter Rome et elle retourne auprès de son frère dont la capitale du royaume est à Césarée de Philippe.
Selon Flavius Josèphe, Agrippa et lui entretiennent alors une correspondance régulière. Le roi lui aurait « envoyé soixante et deux lettres qui rendent témoignage de la vérité des choses qu['il a] rapportées ». Dans ses livres, Josèphe ne dit pas un mot de la relation de Bérénice avec Titus, probablement à la demande de ce dernier qui est clairement un des commanditaires de son œuvre.
Des inscriptions trouvées dans ses territoires du Hauran, de la Trachonitide et de Chalcis montrent qu'Agrippa perd sa qualité de roi en 92-94, alors qu'il n'est pas marié et n'a pas d'héritier proche,. « Les toparchies de Tibériade, Tarichée, Abila, Livias reviennent alors à la province de Judée, mais le reste de ses territoires principalement peuplés de non-Juifs est incorporé à la province de Syrie. » Une part importante de la critique estime qu'il est mort à cette date. Toutefois pour Simon Claude Mimouni, Agrippa est mort la troisième année de Trajan comme l'indique Photios de Constantinople. Il émet donc l'hypothèse que  l'empereur Domitien lui a retiré les régions peuplées de juifs, notamment celles de Galilée pour des raisons de sécurité.

## Date de la mort d'Agrippa
Les derniers témoignages concernant Agrippa sont soit l'inscription de Sanamein en Trachonitide qui date de 92,, soit des monnaies qui pourraient dater de 95. Les deux dates de 92 ou de 95 tiennent au fait qu'Agrippa a utilisé deux ères pour dater ses monnaies. L'une commençant en 49/50, l'autre en 61. Les monnaies qui sont datées de la 35e année d'Agrippa correspondent à l'année 95 pour certains spécialistes et à l'année 84 pour d'autres. Entre-autres détails, Thérèse Frankfort fait remarquer que les monnaies datées de la 35e année d'Agrippa sont frappées à l'effigie d'un Domitien jeune et propose donc de la dater de 84. Dans ces conditions, le dernier témoignage au sujet d'Agrippa serait l'inscription datée de 92,,. Par ailleurs, une inscription provenant du Hauran datée de la 16e et dernière année de Domitien, et celle d'Aeritae en Trachonitide datée de la première année de Nerva,,, témoignent du rattachement direct à l'Empire du royaume d'Agrippa, roi de ces deux territoires, au plus tard en 96,, et donc de la mort probable d'Agrippa avant la réalisation de ces inscriptions. Ce qui donne un décès dans une fourchette de dates entre 92 et 96 et donc sous l'empereur Domitien, peut-être en 92-94, juste avant la publication de la première édition des Antiquités judaïques par Flavius Josèphe,.
Toutefois, depuis plusieurs siècles la tradition chrétienne, suivie par certains critiques modernes, lui préfère une autre période. Celle que l'on peut déduire des indications de l'évêque Photios de Constantinople qui au IXe siècle, plaçait la mort d'Agrippa, « la troisième année du règne de Trajan (100). »

### Photios de Constantinople

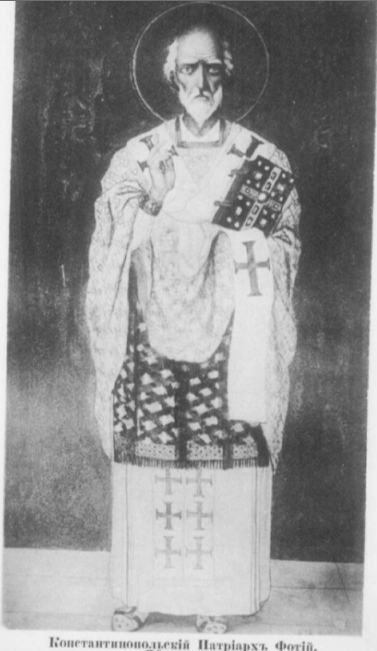
Icône représentant Photios de Constantinople.

Dans une note de lecture Photios de Constantinople écrit :

« Lu de Justus de Tibériade une chronique intitulée : Justus de Tibériade, « Chronique des rois des Juifs en tois stemmasin ». […] Il commence son récit à Moïse et le poursuit jusqu'à la mort d'Agrippa, septième souverain de la maison d'Hérode et dernier roi des Juifs. Il avait reçu le pouvoir sous Claude, l'avait vu s'accroître sous Néron et davantage encore sous Vespasien et il mourut la troisième année du règne de Trajan. »

Toutefois, parmi les auteurs chrétiens antiques, plusieurs auteurs donnent une date pour la publication de l'Histoire de la guerre juive de Justus de Tibériade, qui a attendu la mort d'Agrippa pour la publier,,. Flavius Josèphe le lui reproche vivement dans son Autobiographie Thérèse Frankfort fait remarquer que « les principaux chronographes chrétiens mentionnent la publication de l'œuvre de Justus de Tibériade », mais les dates fournies par ces auteurs couvrent une plage de 15 ans. Aux IVe – Ve siècle, « selon Eusèbe de Césarée (mort en 399), l'œuvre de Justus fut publiée en 98, selon Jérôme de Stridon (mort en 420) en 97, selon Prosper Tiron (mort en 463) en 99. » « Mais chacun suit une chronologie différente », Eusèbe situe cette publication « en l'an 2113 d'Abraham », saint Jérôme la date de la 1re année de la 219e Olympiade et pour Prosper Tiron c'est « en la 72e année après la Passion qu'il situe en 28 », alors que les critiques modernes hésitent entre 30 ou 33 et même parfois 36, pour la date de la crucifixion de Jésus. Cinq ou six siècles plus tard, les chronographes chrétiens quasi contemporains de Photios, comme Georges le Syncelle, plaçaient la publication du livre de Justus en 90, « au début du règne de Trajan, en l'année du monde 5590, en l'année de l'Incarnation Divine 90 », tandis que pour Marianus Scotus (Xe siècle), cette publication a eu lieu « dans la 2e année du règne de Trajan, en la 82e année de l'Incarnation, selon Denys. » D'après Thérèse Frankfort, ce dernier situait l'Incarnation en 23, ce qui correspond à l'année 104. C'est-à-dire que pour Georges le Syncelle le règne de Trajan a commencé en 90, alors que pour Marianus Scotus, il a commencé en 103. Mme Frankfort s'interroge : « devant la diversité des dates qu'ils adoptent pour situer l'avènement de Trajan et la publication de l'oeuvre de Justus de Tibériade, peut-on assurer que Photios faisait bien débuter le règne de Trajan en 98 ? » Peut-on également assurer que pour eux la mort d'Agrippa II était bien positionnée en 100 ? Certains critiques font remarquer que si Photios a utilisé la chronologie de Georges le Syncelle qui a écrit quelques décennies avant lui, « la troisième année de Trajan » correspond à 92, c'est-à-dire approximativement la date de la mort d'Agrippa retenue par ceux qui se fondent sur les inscriptions épigraphiques,.
De plus, Photios n'a probablement lu que la Chronique des rois Juifs,, qui depuis a été perdue. « Il est apparent que Photios ne connaît l'Histoire de Justus de Tibériade qu'à travers Flavius Josèphe : tout ce qu'il dit à son sujet dérive de l'Autobiographie et est précédé par "comme Josèphe le dit". » « Alors que la Chronique a eu quelque influence, « l'Histoire de la guerre » a disparu sans laisser de trace. […] Il n'y a pas de signes que le moindre auteur polythéiste n'ait jamais lu l'Histoire de Justus », de même qu'aucun auteur chrétien n'en cite le moindre extrait. Même si plusieurs savants sont divisés sur le statut de l'Histoire de la guerre qui pourrait être rassemblée dans la Chronique, ne formant qu'une seule œuvre, consultée par Photios. Le commentaire de Photios n'échappe pas à la règle et se contente de reprendre les dénigrements de Josèphe à propos de ce livre perdu lui aussi, mais qui, à la différence de la Chronique des rois juifs, semble avoir disparu peu après sa publication.

### Un soldat d'AgrippaII
Ceux qui veulent défendre la date donnée par Photios de Constantinople invoquent une inscription retrouvée dans le Hauran qui d'après eux indiquerait indirectement qu'Agrippa est mort sous Trajan. Cette inscription dit :

« Archieus, qui a servi dix-huit ans sous le roi Agrippa comme centurion et dix ans sous Trajan comme stratège. »

Toutefois comme le fait remarquer Henry Seyrig, le texte n'implique pas que ces deux périodes se soient suivies immédiatement. Après le règne d'Agrippa, Archeius peut très bien avoir fait autre chose pendant au moins trois ans sans le mentionner, puis avoir été stratège sous Trajan. Pour Henry Seyrig, « la carrière d'Archieus ne s'est pas déroulée dans le cadre régulier de l'Empire. Officier de rang modeste sous Agrippa, il fut repris par Trajan pour exercer dans une administration locale ou plutôt dans quelques milices, peut-être en rapport avec les nomades, une fonction difficile à élucider aujourd'hui et où il portait le titre de stratège. » Selon lui, il est possible qu'Archieus ait « chômé quelque temps, lors du passage d'un régime à l'autre. » Pour tenir compte des deux inscriptions qui indiquent que le territoire d'Agrippa a directement été annexé à l'Empire romain au plus tard en 96,, et défendre quand même la date avancée par Photios, quelques critiques estiment qu'Agrippa toujours en vie, a dû restituer les territoires de son royaume peuplés de Juifs pour des raisons de sécurité, mais qu'Archeius a continué à être centurion au service d'Agrippa, même après que les territoires de son royaume peuplés de Juifs (Batanée, Gaulanitide, Galilée) ainsi que ceux d'Hauranitide et de Trachonitide aient été directement rattachés à l'Empire.

### L'Autobiographie de Flavius Josèphe
L'Autobiographie que Flavius Josèphe a vraisemblablement annexée à la deuxième édition de ses Antiquités judaïques est clairement écrite pour répondre aux assertions que Justus de Tibériade venaient de faire en publiant son "Histoire de la guerre des Juifs",,, un livre différent de celui que Photios a lu au IXe siècle et qui a disparu sans laisser de traces vraisemblablement juste après sa publication. Flavius Josèphe est en tout cas le seul auteur à faire un commentaire (virulent) sur, ou plutôt contre ce livre totalement ignoré des autres auteurs antiques. Or, selon Josèphe, Justus de Tibériade a attendu qu'Agrippa soit mort pour publier son "Histoire de la guerre juive" qui pourtant était prête depuis 20 ans.
Pour ceux qui défendent une date de mort sous Domitien, l'hommage appuyé que Josèphe rend à cet empereur et à sa femme Domitia Longina à la fin de son Autobiographie, sans dire un mot ni de Nerva (96 - 98), ni de Trajan, suffit à prouver que lorsque cette Autobiographie est publiée, c'est toujours Domitien qui est empereur. Pour conclure son Autobiographie Josèphe écrit :

« À quoi je dois ajouter que j'ai toujours continué à être honoré de la bienveillance des empereurs ; car Titus ne m'en a pas moins témoigné que Vespasien, son père, et n'a jamais écouté les accusations qu'on lui a faites contre moi. L'empereur Domitien qui leur a succédé a encore ajouté de nouvelles grâces à celles que j'avais déjà reçues, [...] Ce prince a joint à tant de faveurs une marque d'honneur très avantageuse, qui est d'affranchir toutes les terres que je possède dans la Judée ; et l'impératrice Domitia a toujours aussi pris plaisir à m'obliger. On pourra par cet abrégé de la suite de ma vie juger quel je suis. Et maintenant que je t'ai donné, excellent Épaphrodite, le texte complet de mes Antiquités judaïques, pour le moment je termine ici mon récit. »

Ce qui est difficilement concevable si l'empereur en poste est Trajan, surtout qu'après l'assassinat de Domitien, celui-ci a été considéré comme un tyran et qu'une damnatio memoriae a été prononcée contre lui,,,. Pour Shaye J. D. Cohen, « compte-tenu de la haine générale envers Domitien à Rome, il est impensable que Josèphe ait pu se vanter — ou ait simplement mentionné — les faveurs qu'il avait reçues de lui après sa mort. » Steve Mason fait remarquer que tous les auteurs qui ont écrit après sa damnatio memoriae (Tacite, Suétone et Dion Cassius) « deviennent uniformément hostiles, représentant la totalité de son régime comme le règne de la terreur (Tacite, Agr. 2-3 ; Suétone, Domitien, 1.2, 3.2 et passim, Dion Cassius 67). » Une attitude d'autant moins vraisemblable que les critiques ont noté que pour les auteurs écrivant sous Trajan (Pline le Jeune, Tacite, Suétone, Juvénal) « critiquer le défunt Domitien revenait à faire l'éloge de Trajan. » Pourtant « Josèphe semble avoir été parfaitement conscient des contraintes politiques de l'écriture de l'histoire: en témoigne son traitement de Vespasien et Titus dans la « Guerre des Juifs ». » De même, l'éloge exagérée de Domitien que l'on trouve dans le livre VII de la Guerre des Juifs, permet justement aux historiens de dater la publication de ce dernier livre de la « Guerre » du début du règne de Domitien (81-96),.

### Les Antiquités judaïques
Plusieurs passages des Antiquités judaïques montrent qu'au moment de leur rédaction Agrippa était déjà mort. Toutefois, des critiques comme Laqueur et Gelzer estiment que ces passages ont été modifiés par Josèphe lors la seconde édition des Antiquités. Thérèse Frankfort « ne croit pas que [Josèphe] ait modifié le texte monumental » de plusieurs livres des Antiquités judaïques sur ces points de détails et estime donc qu'Agrippa était mort lors de la publication de la première édition en 93/94. Elle prend notamment comme exemple le passage suivant du livre XVII des Antiquités judaïques, Josèphe parle ici de la politique à l'égard des habitants de la Batanée:

« Agrippa le grand et son fils Agrippa [...] saignèrent à blanc (les habitants de la Batanée), sans toutefois rien entreprendre contre leur liberté. Les Romains, dont le pouvoir succéda au leur, confirmèrent eux aussi la liberté qu'ils demandaient, mais les écrasèrent totalement sous le poids des impôts. D'ailleurs je parlerai de cela avec plus de précision dans la suite de l'ouvrage quand s'en présentera l'occasion. »

Si Josèphe était venu ajouter que les Romains « écrasèrent totalement sous le poids des impôts » les habitants de Batanée après le règne d'Agrippa, qui est un point de détail, il en aurait profité pour écrire le développement annoncé dans la dernière phrase et qui ne figure nulle-part dans les Antiquités. Pour Thérèse Frankfort, si c'est le passage complet qui avait été inséré par Josèphe lors d'une seconde édition, la dernière phrase signifierait que « Josèphe aurait projeté une troisième édition plus complète. » Pour elle, dans une édition remaniée, Josèphe « n'aurait pas laissé tant de passages, où il promet de reprendre en détail, dans la suite de son ouvrage, quelques sujets déterminés, alors qu'il ne réalise pas ses promesses et qu'il n'aborde plus ces sujets. » En effet, rien que dans le livre XX des Antiquités, dans lequel a pourtant été annexée son Autobiographie lors de la seconde édition, ce n'est pas moins de quatre passages qui sont annoncés et qui ne figurent pas dans l'œuvre. De plus, Josèphe qui avait besoin du soutien d'Agrippa n'a pas pu suggérer que celui-ci avait des relations sexuelles avec sa sœur Bérénice (XX, 145) alors que celui-ci était encore vivant,. Pourtant cette mention figure dans le même livre XX où l'on trouve les quatre passages annoncés mais manquants.

### Épaphrodite

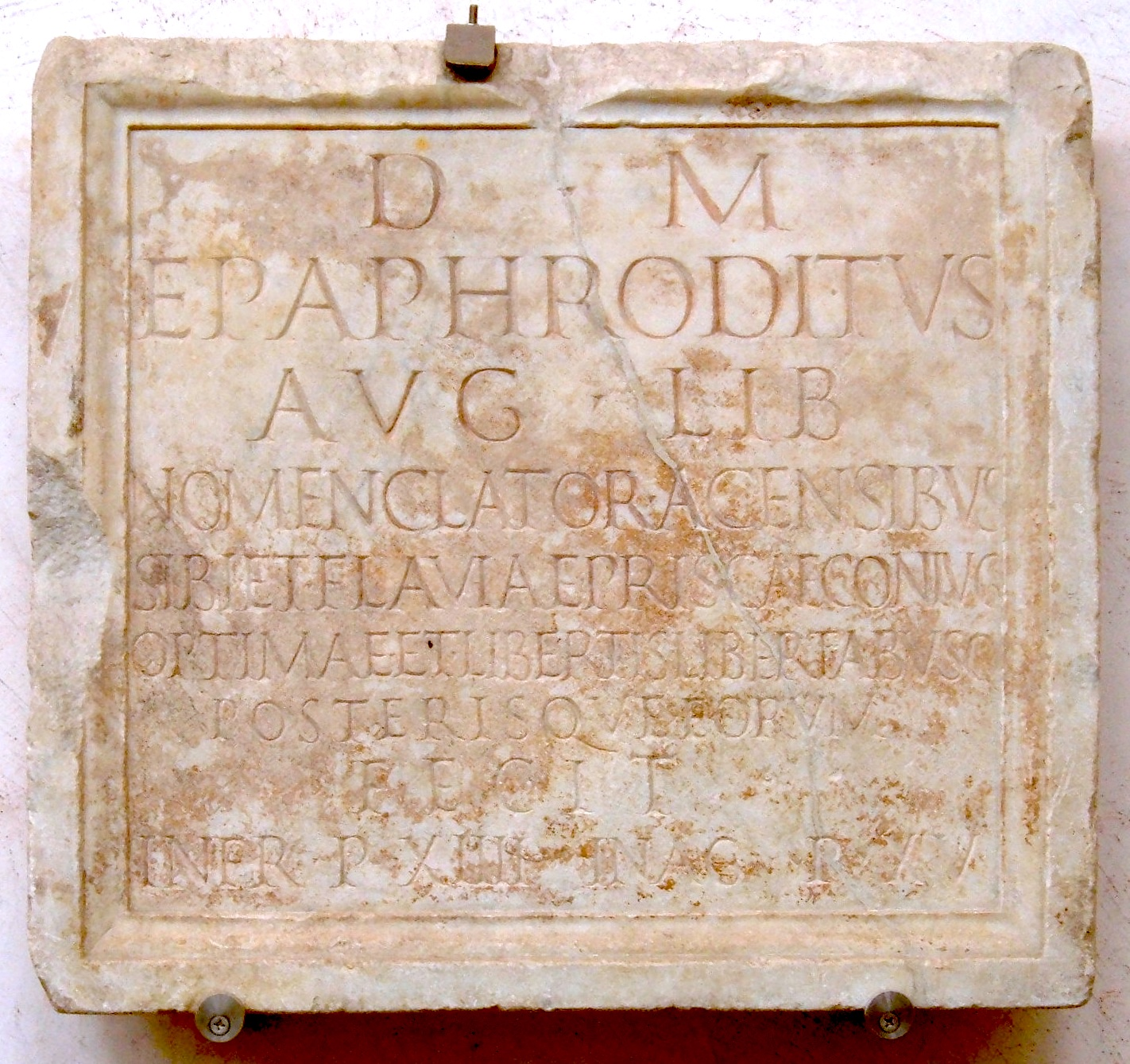
Inscription funéraire d'Épaphrodite (musée national romain).

Si Agrippa est mort sous Trajan, l'Épaphrodite à qui Flavius Josèphe dédie ses Antiquités judaïques dans son « Autobiographie » ne peut pas être l'Épaphrodite secrétaire de Néron puis des empereurs Flaviens et que Domitien fait exécuter durant ce qui est improprement appelé la « persécution de Domitien », bien que ce ne soit pas une persécution religieuse. Selon Dion Cassius, Épaphrodite est mis à mort après que plusieurs autres aient aussi été condamnés à mort ou à la saisie de leurs biens à cause de leurs pratiques juives et sous l'accusation « d'athéisme », dont Titus Flavius Clemens qu'il a fait tuer au sortir de son consulat qui s'est terminé le 1er mai 95, puis Manius Acilius Glabrio. Il existe de nombreux indices qui montrent que ceux-ci étaient membres du mouvement créé par Jésus. Ainsi Flavius Clemens est un saint chrétien qui figure au Vetus Martyrologium Romanum à la date du 22 juin et dont la sépulture se trouve dans la Basilique du Latran,. Au même moment, Domitien exile la femme de ce consul, Flavia Domitilla,, qui a donné son nom aux catacombes chrétiennes de Domitilla et qui possédait le terrain sur lequel ont été inhumés, autour de la tombe de sainte Pétronille, plusieurs saints chrétiens vénérés par la suite dans les itinéraires aux tombes des martyrs et notamment les saints Nérée et Achillée.
Thérèse Frankfort se contente de rappeler que certains critiques identifient l'Épaphrodite dédicataire de trois des quatre écrits de Josèphe avec l'ancien secrétaire de Néron devenu successivement secrétaire des trois empereurs flaviens et exécuté sur ordre de Domitien. Ce qui place clairement la mort d'Agrippa avant 95/96, ce que Mme Frankfort estime avoir démontré par d'autres moyens,. D'autres historiens sont plus catégoriques et estiment très probable que celui à qui Josèphe dédie ses livres soit l'Épaphrodite que Domitien fait exécuter. Au début de ses Antiquités judaïques, publiée en 92/93, Flavius Josèphe le décrit comme un homme qui a été mêlé « à de grands événements et à des fortunes très diverses, au milieu desquels il a toujours fait preuve d'une merveilleuse force de caractère. » La carrière d'Épaphrodite correspond au langage de la description de Josèphe dans les Antiquités (I, 8-9),. L'ancien secrétaire des pétitions de Néron (a libellis) qui a contribué à révéler la conspiration de Pison et qui a ensuite aidé l'empereur à mettre fin à ses jours dans des circonstances dramatiques, a effectivement été « associé à de grands événements »,. Celui qui après avoir été esclave, a été secrétaire de Néron après avoir été affranchi, est ainsi devenu très riche, puis a été banni par Galba à cause de ce que certains ont considéré comme le meurtre d'un empereur et qui est redevenu secrétaire impérial sous Vespasien a connu « des vicissitudes diverses ». Dans son Contre Apion, Josèphe l'appelle « très puissant Épaphrodite », ce qui correspond bien à quelqu'un de très riche, qui a été secrétaire de quatre empereurs, et qui au moment où Josèphe publie ce livre (93/94) est encore le secrétaire de Domitien. Épaphrodite est un nom qui généralement était donné à un esclave. Des hommes appelés Épaphrodite avec de telles caractéristiques, pouvaient-ils être nombreux à Rome ?
Dion Cassius raconte qu'Épaphrodite a été exécuté car Domitien lui reprochait « de ne pas avoir secouru Néron » afin de dissuader par cet exemple ses autres affranchis « de ne rien oser de semblable. » Mais comme à Titus Flavius Clemens et Acilius Glabrio il lui était aussi reproché une forme « d'athéisme » qui avait fait « condamner aussi plusieurs citoyens, coupables d'avoir embrassé la religion des juifs. » Josèphe indique qu'Épaphrodite était curieux de l'histoire antique des Juifs et que c'est pour cela qu'il l'avait pressé d'écrire ses Antiquités. Ce qui là encore correspond bien à l'attitude de quelqu'un qui a « embrassé la religion des juifs. » Dans la relation de ces trois exécutions le nom de « chrétien » n'est pas utilisé, car au Ier siècle ce nom dérivé de « Christ » qui veut dire Messie, serait en effet apparu du fait des autorités romaines pour caractériser des mouvements contestataires juifs apparentés à tous ceux que Flavius Josèphe a regroupé sous l'étiquette de Quatrième philosophie,. Ce n'est qu'au cours du IIe siècle qu'il perdra ce sens, alors qu'il est brandi comme un titre de gloire revendiqué jusqu'à la mort dans de nombreux Actes de martyre qui affirment ainsi la solidité de leur croyance, car comme l'écrit Justin de Naplouse, ils savent bien que pour ce seul nom « la peine de mort est institué. » Or, au contraire tous les auteurs antiques (Suétone, Dion Cassius, Philostrate d'Athènes) estiment que ces condamnés sont innocents. Les commanditaires de Josèphe, notamment pour l'écriture de la Guerre des Juifs, sont Vespasien et Titus. Bien que la « Guerre des Juifs » ne mentionne pas Épaphrodite, il serait logique qu'un secrétaire particulier de ces empereurs s'intéressant à ces questions et patronnant ses autres œuvres, ait déjà été impliqué anonymement dans l'écriture de ces premiers livres.
Dans ces conditions, un nombre important de critiques estiment qu'il est vraisemblablement le secrétaire de Néron, puis des empereurs Flaviens, appelé Épaphrodite. Ce qui est contesté par d'autres critiques.

## Arrestation de l'apôtre Pierre

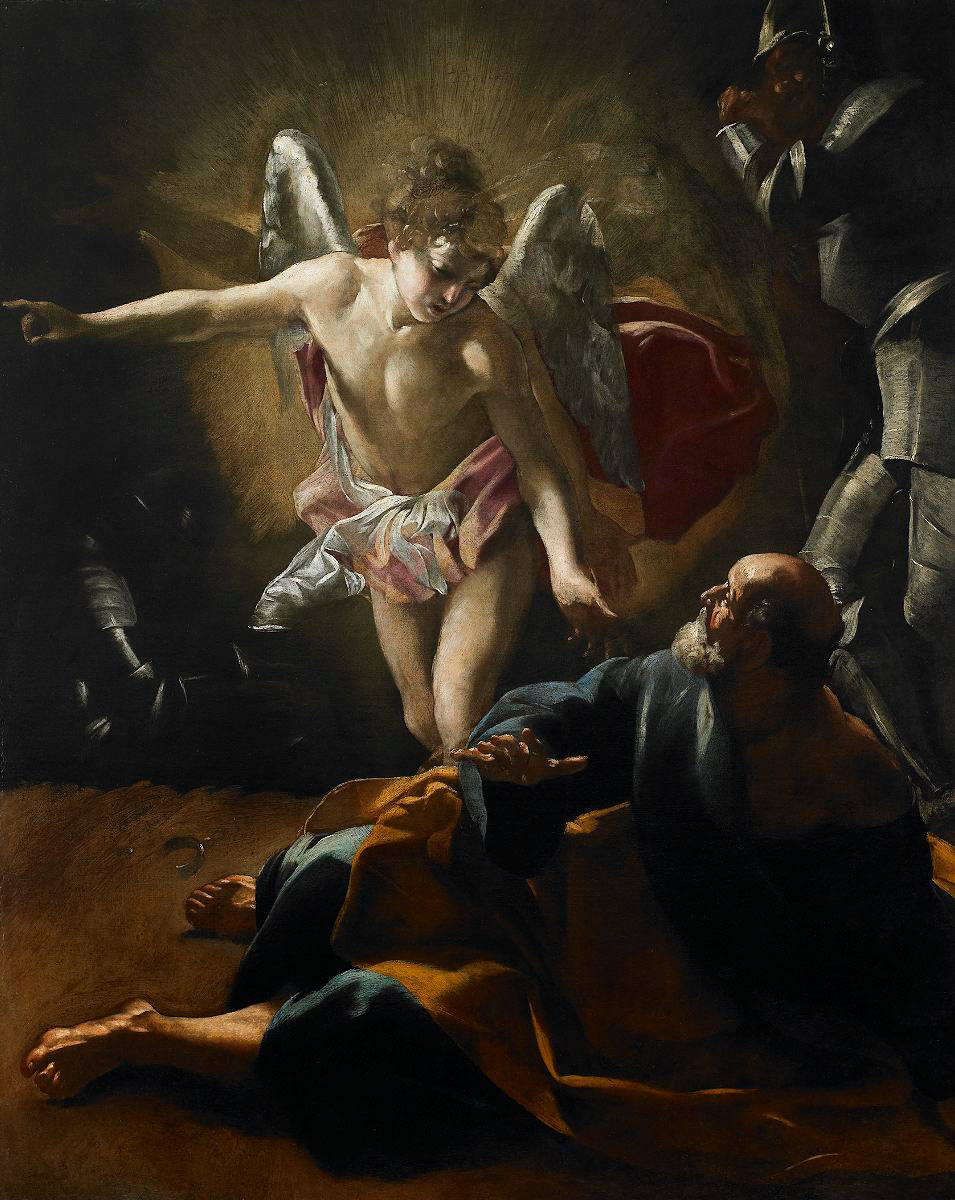
La Libération de saint Pierre de sa prison par un ange, peint par Giovanni Lanfranco (vers 1620-1621), Birmingham Museum of Art.

Dans les Actes des Apôtres, l'apôtre Pierre est arrêté sur l'ordre d'un dirigeant désigné sous le nom dynastique « Hérode », sans plus de précisions, avant la relation de la mort du roi de Judée Agrippa Ier (44).
Toutefois, dans un texte chrétien appelé les Actes de Pierre apparaissent deux personnages appelés Agrippa et Albinus qui conjuguent leurs efforts pour arrêter l'apôtre Pierre et le jeter en prison. Agrippa est préfet et Albinus est qualifié « d'ami de César ». César ici, semble être Néron puisque l'ensemble du récit est situé sous cet empereur. Toutefois, la très belle femme d'Albinus qui est chrétienne organise l'évasion de l'apôtre Pierre. Celui-ci sera à nouveau arrêté un peu plus tard et finira crucifié la tête en bas. Bien que le texte prenne la précaution de préciser avant les mentions d'Agrippa et Albinus que « maintenant Pierre était à Rome », on ne peut s’empêcher de voir derrière Agrippa et Albinus le roi Agrippa II et Lucceius Albinus, le procurateur de Judée de 62 à 64. La fonction du premier était en effet Préfet et vu les postes dont il a bénéficié il est tout à fait vraisemblable qu'Albinus ait pu se parer du titre d'« ami de César ». Il a donc été émis l'hypothèse que l'Albinus des Actes de Pierre ait pu être Lucceius Albinus et que l'arrestation de Pierre, suivi de son évasion, qui est placé avant la mort d'Agrippa Ier dans les Actes des Apôtres aurait pu en fait avoir lieu sous Albinus et Agrippa II.
Les incohérences chronologiques qui découlent du discours de Gamaliel l'Ancien, font penser aux historiens que cet épisode n'a pas été placé au bon endroit du récit des Actes des apôtres et se situe en tout cas après la mort d'Agrippa Ier, après la mort de Theudas, (44-46) et même après le concile de Jérusalem. Le récit des Actes des Apôtres est en effet composé de deux grands ensembles qui se suivent, la « Geste de Pierre » (§ 1 à 12) puis la « Geste de Paul » (§ 13 à 28). Après cette arrestation et son évasion avec l'aide d'un « ange », Pierre disparaît du récit en Ac 12, 18, pour n'être plus mentionné qu'une fois, au moment de la réunion de Jérusalem au chapitre 15. Après son arrestation suivie de son évasion, il est parti « dans un autre endroit. » Le retrouver pour une réunion à Jérusalem où il risque une nouvelle arrestation est étonnant. Pour résoudre cette contradiction, plusieurs solutions ont été proposées par les critiques sans emporter la décision.

## Arbre généalogique
| Joseph oncle d'Hérode le Grand | Joseph oncle d'Hérode le Grand | Joseph oncle d'Hérode le Grand | Joseph oncle d'Hérode le Grand | Joseph oncle d'Hérode le Grand | Joseph oncle d'Hérode le Grand |          |          | Salomé sœur d'Hérode le Grand          | Salomé sœur d'Hérode le Grand          | Salomé sœur d'Hérode le Grand          | Salomé sœur d'Hérode le Grand          | Salomé sœur d'Hérode le Grand          | Salomé sœur d'Hérode le Grand          |                             |                             | Costobar                    | Costobar                    | Costobar | Costobar | Costobar                                  | Costobar                                  |                                           |                                           | Hérode le Grand roi de Judée -37 à -4     | Hérode le Grand roi de Judée -37 à -4     | Hérode le Grand roi de Judée -37 à -4 | Hérode le Grand roi de Judée -37 à -4 | Hérode le Grand roi de Judée -37 à -4     | Hérode le Grand roi de Judée -37 à -4     |                                           |                                           |                                           |                                           |  |  | Mariamne l'Hasmonéenne | Mariamne l'Hasmonéenne | Mariamne l'Hasmonéenne | Mariamne l'Hasmonéenne | Mariamne l'Hasmonéenne | Mariamne l'Hasmonéenne |  |  |           |           |           |           |                          |                          |                          |                          |                                   |                                   |                                   |                                   |                                   |                                   |                                     |                                     |                                     |                                     |                                     |                                     |           |           |
| Joseph oncle d'Hérode le Grand | Joseph oncle d'Hérode le Grand | Joseph oncle d'Hérode le Grand | Joseph oncle d'Hérode le Grand | Joseph oncle d'Hérode le Grand | Joseph oncle d'Hérode le Grand |          |          | Salomé sœur d'Hérode le Grand          | Salomé sœur d'Hérode le Grand          | Salomé sœur d'Hérode le Grand          | Salomé sœur d'Hérode le Grand          | Salomé sœur d'Hérode le Grand          | Salomé sœur d'Hérode le Grand          |                             |                             | Costobar                    | Costobar                    | Costobar | Costobar | Costobar                                  | Costobar                                  |                                           |                                           | Hérode le Grand roi de Judée -37 à -4     | Hérode le Grand roi de Judée -37 à -4     | Hérode le Grand roi de Judée -37 à -4 | Hérode le Grand roi de Judée -37 à -4 | Hérode le Grand roi de Judée -37 à -4     | Hérode le Grand roi de Judée -37 à -4     |                                           |                                           |                                           |                                           |  |  | Mariamne l'Hasmonéenne | Mariamne l'Hasmonéenne | Mariamne l'Hasmonéenne | Mariamne l'Hasmonéenne | Mariamne l'Hasmonéenne | Mariamne l'Hasmonéenne |  |  |           |           |           |           |                          |                          |                          |                          |                                   |                                   |                                   |                                   |                                   |                                   |                                     |                                     |                                     |                                     |                                     |                                     |           |           |
|                                |                                |                                |                                |                                |                                |          |          |                                        |                                        |                                        |                                        |                                        |                                        |                             |                             |                             |                             |          |          |                                           |                                           |                                           |                                           |                                           |                                           |                                       |                                       |                                           |                                           |                                           |                                           |                                           |                                           |  |  |                        |                        |                        |                        |                        |                        |  |  |           |           |           |           |                          |                          |                          |                          |                                   |                                   |                                   |                                   |                                   |                                   |                                     |                                     |                                     |                                     |                                     |                                     |           |           |
|                                |                                |                                |                                |                                |                                |          |          |                                        |                                        |                                        |                                        |                                        |                                        |                             |                             |                             |                             |          |          |                                           |                                           |                                           |                                           |                                           |                                           |                                       |                                       |                                           |                                           |                                           |                                           |                                           |                                           |  |  |                        |                        |                        |                        |                        |                        |  |  |           |           |           |           |                          |                          |                          |                          |                                   |                                   |                                   |                                   |                                   |                                   |                                     |                                     |                                     |                                     |                                     |                                     |           |           |
|                                |                                |                                |                                |                                |                                |          |          |                                        |                                        |                                        |                                        | Bérénice fille de Salomé               | Bérénice fille de Salomé               | Bérénice fille de Salomé    | Bérénice fille de Salomé    | Bérénice fille de Salomé    | Bérénice fille de Salomé    |          |          |                                           |                                           |                                           |                                           | Aristobule IV                             | Aristobule IV                             | Aristobule IV                         | Aristobule IV                         | Aristobule IV                             | Aristobule IV                             |                                           |                                           |                                           |                                           |  |  | Alexander              | Alexander              | Alexander              | Alexander              | Alexander              | Alexander              |  |  |           |           |           |           |                          |                          |                          |                          |                                   |                                   |                                   |                                   |                                   |                                   |                                     |                                     | Glaphyra                            | Glaphyra                            | Glaphyra                            | Glaphyra                            | Glaphyra  | Glaphyra  |
|                                |                                |                                |                                |                                |                                |          |          |                                        |                                        |                                        |                                        | Bérénice fille de Salomé               | Bérénice fille de Salomé               | Bérénice fille de Salomé    | Bérénice fille de Salomé    | Bérénice fille de Salomé    | Bérénice fille de Salomé    |          |          |                                           |                                           |                                           |                                           | Aristobule IV                             | Aristobule IV                             | Aristobule IV                         | Aristobule IV                         | Aristobule IV                             | Aristobule IV                             |                                           |                                           |                                           |                                           |  |  | Alexander              | Alexander              | Alexander              | Alexander              | Alexander              | Alexander              |  |  |           |           |           |           |                          |                          |                          |                          |                                   |                                   |                                   |                                   |                                   |                                   |                                     |                                     | Glaphyra                            | Glaphyra                            | Glaphyra                            | Glaphyra                            | Glaphyra  | Glaphyra  |
|                                |                                |                                |                                |                                |                                |          |          |                                        |                                        |                                        |                                        |                                        |                                        |                             |                             |                             |                             |          |          |                                           |                                           |                                           |                                           |                                           |                                           |                                       |                                       |                                           |                                           |                                           |                                           |                                           |                                           |  |  |                        |                        |                        |                        |                        |                        |  |  |           |           |           |           |                          |                          |                          |                          |                                   |                                   |                                   |                                   |                                   |                                   |                                     |                                     |                                     |                                     |                                     |                                     |           |           |
|                                |                                |                                |                                |                                |                                |          |          |                                        |                                        |                                        |                                        |                                        |                                        |                             |                             |                             |                             |          |          |                                           |                                           |                                           |                                           |                                           |                                           |                                       |                                       |                                           |                                           |                                           |                                           |                                           |                                           |  |  |                        |                        |                        |                        |                        |                        |  |  |           |           |           |           |                          |                          |                          |                          |                                   |                                   |                                   |                                   |                                   |                                   |                                     |                                     |                                     |                                     |                                     |                                     |           |           |
|                                |                                |                                |                                | Joseph                         | Joseph                         | Joseph   | Joseph   | Joseph                                 | Joseph                                 |                                        |                                        |                                        |                                        |                             |                             |                             |                             |          |          | Agrippa Ier roi de Judée 41-44            | Agrippa Ier roi de Judée 41-44            | Agrippa Ier roi de Judée 41-44            | Agrippa Ier roi de Judée 41-44            | Agrippa Ier roi de Judée 41-44            | Agrippa Ier roi de Judée 41-44            |                                       |                                       | Aristobule le Mineur                      | Aristobule le Mineur                      | Aristobule le Mineur                      | Aristobule le Mineur                      | Aristobule le Mineur                      | Aristobule le Mineur                      |  |  | Mariamne               | Mariamne               | Mariamne               | Mariamne               | Mariamne               | Mariamne               |  |  | Hérodiade | Hérodiade | Hérodiade | Hérodiade | Hérodiade                | Hérodiade                |                          |                          | Hérode (Philippe)                 | Hérode (Philippe)                 | Hérode (Philippe)                 | Hérode (Philippe)                 | Hérode (Philippe)                 | Hérode (Philippe)                 |                                     |                                     |                                     |                                     |                                     |                                     |           |           |
|                                |                                |                                |                                | Joseph                         | Joseph                         | Joseph   | Joseph   | Joseph                                 | Joseph                                 |                                        |                                        |                                        |                                        |                             |                             |                             |                             |          |          | Agrippa Ier roi de Judée 41-44            | Agrippa Ier roi de Judée 41-44            | Agrippa Ier roi de Judée 41-44            | Agrippa Ier roi de Judée 41-44            | Agrippa Ier roi de Judée 41-44            | Agrippa Ier roi de Judée 41-44            |                                       |                                       | Aristobule le Mineur                      | Aristobule le Mineur                      | Aristobule le Mineur                      | Aristobule le Mineur                      | Aristobule le Mineur                      | Aristobule le Mineur                      |  |  | Mariamne               | Mariamne               | Mariamne               | Mariamne               | Mariamne               | Mariamne               |  |  | Hérodiade | Hérodiade | Hérodiade | Hérodiade | Hérodiade                | Hérodiade                |                          |                          | Hérode (Philippe)                 | Hérode (Philippe)                 | Hérode (Philippe)                 | Hérode (Philippe)                 | Hérode (Philippe)                 | Hérode (Philippe)                 |                                     |                                     |                                     |                                     |                                     |                                     |           |           |
|                                |                                |                                |                                |                                |                                |          |          |                                        |                                        |                                        |                                        |                                        |                                        |                             |                             |                             |                             |          |          |                                           |                                           |                                           |                                           |                                           |                                           |                                       |                                       |                                           |                                           |                                           |                                           |                                           |                                           |  |  |                        |                        |                        |                        |                        |                        |  |  |           |           |           |           |                          |                          |                          |                          |                                   |                                   |                                   |                                   |                                   |                                   |                                     |                                     |                                     |                                     |                                     |                                     |           |           |
|                                |                                |                                |                                |                                |                                |          |          |                                        |                                        |                                        |                                        |                                        |                                        |                             |                             |                             |                             |          |          |                                           |                                           |                                           |                                           |                                           |                                           |                                       |                                       |                                           |                                           |                                           |                                           |                                           |                                           |  |  |                        |                        |                        |                        |                        |                        |  |  |           |           |           |           |                          |                          |                          |                          |                                   |                                   |                                   |                                   |                                   |                                   |                                     |                                     |                                     |                                     |                                     |                                     |           |           |
|                                |                                |                                |                                |                                |                                |          |          |                                        |                                        |                                        |                                        |                                        |                                        |                             |                             |                             |                             |          |          |                                           |                                           |                                           |                                           |                                           |                                           |                                       |                                       |                                           |                                           |                                           |                                           |                                           |                                           |  |  |                        |                        |                        |                        |                        |                        |  |  |           |           |           |           |                          |                          |                          |                          |                                   |                                   |                                   |                                   |                                   |                                   |                                     |                                     |                                     |                                     |                                     |                                     |           |           |
|                                |                                |                                |                                |                                |                                |          |          |                                        |                                        |                                        |                                        |                                        |                                        |                             |                             |                             |                             |          |          |                                           |                                           |                                           |                                           |                                           |                                           |                                       |                                       |                                           |                                           |                                           |                                           |                                           |                                           |  |  |                        |                        |                        |                        |                        |                        |  |  |           |           |           |           |                          |                          |                          |                          |                                   |                                   |                                   |                                   |                                   |                                   |                                     |                                     |                                     |                                     |                                     |                                     |           |           |
|                                |                                |                                |                                | Mariamne                       | Mariamne                       | Mariamne | Mariamne | Mariamne                               | Mariamne                               |                                        |                                        | Hérode roi de Chalcis 41-48            | Hérode roi de Chalcis 41-48            | Hérode roi de Chalcis 41-48 | Hérode roi de Chalcis 41-48 | Hérode roi de Chalcis 41-48 | Hérode roi de Chalcis 41-48 |          |          | Bérénice reine de Chalcis puis de Cilicie | Bérénice reine de Chalcis puis de Cilicie | Bérénice reine de Chalcis puis de Cilicie | Bérénice reine de Chalcis puis de Cilicie | Bérénice reine de Chalcis puis de Cilicie | Bérénice reine de Chalcis puis de Cilicie |                                       |                                       | Agrippa II roi de Chalcis puis de Batanée | Agrippa II roi de Chalcis puis de Batanée | Agrippa II roi de Chalcis puis de Batanée | Agrippa II roi de Chalcis puis de Batanée | Agrippa II roi de Chalcis puis de Batanée | Agrippa II roi de Chalcis puis de Batanée |  |  | Mariamne               | Mariamne               | Mariamne               | Mariamne               | Mariamne               | Mariamne               |  |  | Drusilla  | Drusilla  | Drusilla  | Drusilla  | Drusilla                 | Drusilla                 |                          |                          | Tigrane V roi d'Arménie de 6 à 12 | Tigrane V roi d'Arménie de 6 à 12 | Tigrane V roi d'Arménie de 6 à 12 | Tigrane V roi d'Arménie de 6 à 12 | Tigrane V roi d'Arménie de 6 à 12 | Tigrane V roi d'Arménie de 6 à 12 |                                     |                                     | Alexander                           | Alexander                           | Alexander                           | Alexander                           | Alexander | Alexander |
|                                |                                |                                |                                | Mariamne                       | Mariamne                       | Mariamne | Mariamne | Mariamne                               | Mariamne                               |                                        |                                        | Hérode roi de Chalcis 41-48            | Hérode roi de Chalcis 41-48            | Hérode roi de Chalcis 41-48 | Hérode roi de Chalcis 41-48 | Hérode roi de Chalcis 41-48 | Hérode roi de Chalcis 41-48 |          |          | Bérénice reine de Chalcis puis de Cilicie | Bérénice reine de Chalcis puis de Cilicie | Bérénice reine de Chalcis puis de Cilicie | Bérénice reine de Chalcis puis de Cilicie | Bérénice reine de Chalcis puis de Cilicie | Bérénice reine de Chalcis puis de Cilicie |                                       |                                       | Agrippa II roi de Chalcis puis de Batanée | Agrippa II roi de Chalcis puis de Batanée | Agrippa II roi de Chalcis puis de Batanée | Agrippa II roi de Chalcis puis de Batanée | Agrippa II roi de Chalcis puis de Batanée | Agrippa II roi de Chalcis puis de Batanée |  |  | Mariamne               | Mariamne               | Mariamne               | Mariamne               | Mariamne               | Mariamne               |  |  | Drusilla  | Drusilla  | Drusilla  | Drusilla  | Drusilla                 | Drusilla                 |                          |                          | Tigrane V roi d'Arménie de 6 à 12 | Tigrane V roi d'Arménie de 6 à 12 | Tigrane V roi d'Arménie de 6 à 12 | Tigrane V roi d'Arménie de 6 à 12 | Tigrane V roi d'Arménie de 6 à 12 | Tigrane V roi d'Arménie de 6 à 12 |                                     |                                     | Alexander                           | Alexander                           | Alexander                           | Alexander                           | Alexander | Alexander |
|                                |                                |                                |                                |                                |                                |          |          |                                        |                                        |                                        |                                        |                                        |                                        |                             |                             |                             |                             |          |          |                                           |                                           |                                           |                                           |                                           |                                           |                                       |                                       |                                           |                                           |                                           |                                           |                                           |                                           |  |  |                        |                        |                        |                        |                        |                        |  |  |           |           |           |           |                          |                          |                          |                          |                                   |                                   |                                   |                                   |                                   |                                   |                                     |                                     |                                     |                                     |                                     |                                     |           |           |
|                                |                                |                                |                                |                                |                                |          |          | Aristobule roi d'Arménie mineure 54-72 | Aristobule roi d'Arménie mineure 54-72 | Aristobule roi d'Arménie mineure 54-72 | Aristobule roi d'Arménie mineure 54-72 | Aristobule roi d'Arménie mineure 54-72 | Aristobule roi d'Arménie mineure 54-72 |                             |                             |                             |                             |          |          |                                           |                                           |                                           |                                           |                                           |                                           |                                       |                                       |                                           |                                           |                                           |                                           |                                           |                                           |  |  |                        |                        |                        |                        |                        |                        |  |  |           |           |           |           | Salomé fille d'Hérodiade | Salomé fille d'Hérodiade | Salomé fille d'Hérodiade | Salomé fille d'Hérodiade | Salomé fille d'Hérodiade          | Salomé fille d'Hérodiade          |                                   |                                   |                                   |                                   | Tigrane VI roi d'Arménie de 59 à 61 | Tigrane VI roi d'Arménie de 59 à 61 | Tigrane VI roi d'Arménie de 59 à 61 | Tigrane VI roi d'Arménie de 59 à 61 | Tigrane VI roi d'Arménie de 59 à 61 | Tigrane VI roi d'Arménie de 59 à 61 |           |           |
|                                |                                |                                |                                |                                |                                |          |          | Aristobule roi d'Arménie mineure 54-72 | Aristobule roi d'Arménie mineure 54-72 | Aristobule roi d'Arménie mineure 54-72 | Aristobule roi d'Arménie mineure 54-72 | Aristobule roi d'Arménie mineure 54-72 | Aristobule roi d'Arménie mineure 54-72 |                             |                             |                             |                             |          |          |                                           |                                           |                                           |                                           |                                           |                                           |                                       |                                       |                                           |                                           |                                           |                                           |                                           |                                           |  |  |                        |                        |                        |                        |                        |                        |  |  |           |           |           |           | Salomé fille d'Hérodiade | Salomé fille d'Hérodiade | Salomé fille d'Hérodiade | Salomé fille d'Hérodiade | Salomé fille d'Hérodiade          | Salomé fille d'Hérodiade          |                                   |                                   |                                   |                                   | Tigrane VI roi d'Arménie de 59 à 61 | Tigrane VI roi d'Arménie de 59 à 61 | Tigrane VI roi d'Arménie de 59 à 61 | Tigrane VI roi d'Arménie de 59 à 61 | Tigrane VI roi d'Arménie de 59 à 61 | Tigrane VI roi d'Arménie de 59 à 61 |           |           |

- L'ordre des enfants d'Aristobule IV avec Bérénice fille de Salomé, sœur d'Hérode le Grand est arbitraire.
- Agrippa II et sa sœur Bérénice sont permutés pour la commodité de la représentation.
- Seul le deuxième mariage de Bérénice avec son oncle Hérode de Chalcis est représenté.
- Le mariage d'Hérodiade avec Hérode Antipas n'est pas représenté.

### Historiens
: document utilisé comme source pour la rédaction de cet article.
- Christian-Georges Schwentzel, Hérode le Grand, Paris, Pygmalion, 2011 (ISBN 9782756404721).
- Simon Claude Mimouni, Le judaïsme ancien du VIe siècle avant notre ère au IIIe siècle de notre ère : des prêtres aux rabbins, puf, coll. « Nouvelle clio », 2012, 968 p. (ISBN 978-2130563969, présentation en ligne).
- Mireille Hadas-Lebel, Rome, la Judée et les Juifs, Paris, A. & J. Picard, 2009, 231 p. (ISBN 978-2708408425, présentation en ligne), chap. VI (« Caligula, Agrippa Ier et les Juifs »).
- (en) Lester L. Grabbe, Judaïsm from Cyrus to Hadrian, Vol. II, Fortress Press, 1992, 722 p. (ISBN 0-8006-2621-4).
- (en) E. Mary Smallwood, The Jews Under Roman Rule : From Pompey to Diocletian : A Study in Political Relations, Brill, 1976 (lire en ligne ).
- (en) Nikkos Kokkinos, The Herodian Dynasty: Origins, Role in Society and Eclipse, Sheffield Academic Press, Sheffield, coll. « Journal for the Study of the Pseudepigrapha Supplement Series », 1998  (ISBN 1850756902).
- (en) Shaye J. D. Cohen, Josephus in Galilee and Rome, Brill, 2002, 277 p. (ISBN 0-391-04158-4).
- (en) Robert Eisenman, James the Brother of Jesus And The Dead Sea Scrolls, The Historical James, Paul as the Enemy, and Jesus' Brothers as Apostles, Vol. I, GDP, 2012, 411 p. (ISBN 9780985599133).
- (en) Robert Eisenman, James the Brother of Jesus And The Dead Sea Scrolls, The Damascus Code, the Tent of David, the New Convenant, and the Blood of Christ, Vol. II, GDP, 2012, 443 p. (ISBN 9780985599164).
- François Blanchetière, Enquête sur les racines juives du mouvement chrétien, Cerf, 2001, 586 p. (ISBN 9782204062152).
- (en) Jack Pastor, Pnina Stern et Menahem Mor, Flavius Josephus, Leiden, Brill, 2011, 438 p. (ISBN 978-90-04-19126-6, présentation en ligne).
- Martin Goodman, Rome et Jérusalem, Paris, Perrin/Tempus, 2009.
- Jean-Pierre Lémonon, Ponce Pilate, Atelier, 2007 (ISBN 978-2-7082-3918-0, présentation en ligne)
- Christian-Georges Schwentzel, Juifs et nabatéens:  Les monarchies ethniques du Proche-Orient hellénistique et romain, Rennes, Presses Universitaires de Rennes, 2013, 305 p. (ISBN 978-2-7535-2229-9).
- Thérèse Frankfort, La date de l'Autobiographie de Flavius Josèphe et des œuvres de Justus de Tibériade, Revue belge de Philologie et d'Histoire, Bruxelles, Société pour le Progrès des Études Philologiques et Historiques, coll. « Antiquité - Houdeid » (no 39), 1961 (ISSN 2295-9068, lire en ligne), p. 52-58.
- (en) Brian Jones, The Emperor Domitian, Londres et New-York, Routledge, 2002 (ISBN 0-415-10195-6, présentation en ligne).
- Henri Seyrig, Antiquités syriennes : Un officier d'Agrippa II, Syria. Archéologie, Art et histoire, Paris, Institut français du Proche-Orient (no 42), 1965 (ISSN 2076-8435, lire en ligne), p. 25-34.
- Flavius Josèphe et André Pelletier (trad. du grec ancien par André Pelletier), Autobiographie, Paris, Les Belles-Lettres, 1959, 79 p..
- Flavius Josèphe et Buchon (trad. du grec ancien par J. A. C. Buchon), œuvre complète de Flavius Josèphe, Paris, Librairie C. Delagrave, 1870, 878 p..
- (en) Flavius Josèphe et Steve Mason (dir.) (trad. du grec ancien par Louis H. Feldman), Life of Josephus : Translation and Commentary, vol. 9, Leiden, Boston, Köln, Brill, 2001, 293 p. (ISBN 90-04-11793-8, présentation en ligne).
- Philippe Pergola, La condamnation des Flaviens chrétiens sous Domitien : Persécution religieuse ou répression à caractère politique ?, Mélanges de l'école française de Rome, Paris, École Française de Rome, coll. « archéologie, études classiques » (no 90), 1978 (lire en ligne), p. 407-423.
- Maurice Sartre, Bostra : des origines à l'Islam, Paris, Librairie Orientaliste Paul Geuthner, 1985, 279 p. (présentation en ligne).
- Bernard Théron, Les Flaviens dans « La guerre des Juifs » de Flavius Josèphe, Dialogues d'histoire ancienne, Paris (no 7), 1981 (ISSN 1955-270X, lire en ligne), p. 235-245.
- Justin de Naplouse et Charles Munier (trad. du grec ancien par Charles Munier), Apologie pour les Chrétiens, Paris, Édition du Cerf, 2006, 391 p. (ISBN 978-2-204-08254-9).
- Christophe Burgeon, Domitien : un empereur controversé, Louvain-la-Neuve (Belgique), Academia, 2017, 192 p. (ISBN 978-2-8061-0373-4, présentation en ligne).
- Claude Mutafian et Éric Van Lauwe, Atlas historique de l'Arménie, Autrement, coll. « Atlas / Mémoires », 2005 (ISBN 978-2746701007).
- (en) Rainer Riesner, Paul's Early Period: : Chronology, Mission Strategy, Theology, Cambridge, Wm. B. Eerdmans Publishing, 1998, 535 p. (ISBN 0-8028-4166-X, présentation en ligne).
- Mireille Hadas-Lebel, Flavius Josèphe : Le Juif de Rome, Paris, Fayard, 2014, 306 p. (présentation en ligne).
- Flavius Josèphe et Pierre Savinel (trad. du grec ancien par Pierre Savinel), La guerre des Juifs, Paris, Les Éditions de Minuit, 1977, 602 p. (ISBN 2-7073-0135-3). .
- Étienne Nodet et Justin Taylor, Essai sur les origines du christianisme, Édition du Cerf, 1998, 429 p. (ISBN 2-204-05819-X).
- Étienne Nodet, La porte du ciel: Les esséniens et Qumrân : quelles origines ? Quelles postérité, Édition du Cerf, 2016, 354 p. (ISBN 2-204-11481-2).
- (en) Daniel Schwartz, Studies in the Jewish Background of Christianity, Tübingen, Mohr Siebeck, 1992, 304 p. (ISBN 3-16-145798-6, présentation en ligne, lire en ligne).

### Sources primaires
- Flavius Josèphe, Guerre des Juifs, Livres II à VI.
- Flavius Josèphe, Antiquités judaïques, livres XVIII à XX Aperçu sur remacle.org.
- Flavius Josèphe, Autobiographie.
- Nouveau Testament, Actes des Apôtres, XXVI, 30-31.